# 御料馬車
御料馬車（）とは、日本の天皇によって用いられる馬車である。この記事では、皇室（天皇・上皇と皇族）によって用いられている馬車全般について扱う。
皇室において、馬車の使用は明治期の1871年（明治4年）に始まり、2020年代の現在においても皇室の儀式や、信任状捧呈式で、馬車が使用されている。（→#沿革）
皇室の重要な儀式で使用するために特に装飾を凝らして仕立てられた馬車について儀装車（）とも呼ばれ、現在の皇室が使用している馬車は儀装馬車（）と通称される。これら儀装馬車は、美術品としても高い価値を持つと評価されている。（→#儀装馬車）
儀装馬車は、御者（馭者）の操作方法によって、2種類ある（→#騎馭式 / 座馭式）。また、客室の形式も大きく2種類あり、「箱形」と呼ばれる、屋根が固定されている形式（いわゆるコーチ）と、「割幌」と呼ばれる、前半分が脱着可能な屋根、後ろ半分が開閉可能な幌で構成されている形式（いわゆるランドーレット）がある。客室を革バネで支えており、馬車そのものはキャリッジに属する。
車両は、かつては宮内省の主馬寮、現在は宮内庁の車馬課によって管理されている。（→#管理・運用）

## 沿革

### 馬車導入以前の移動手段

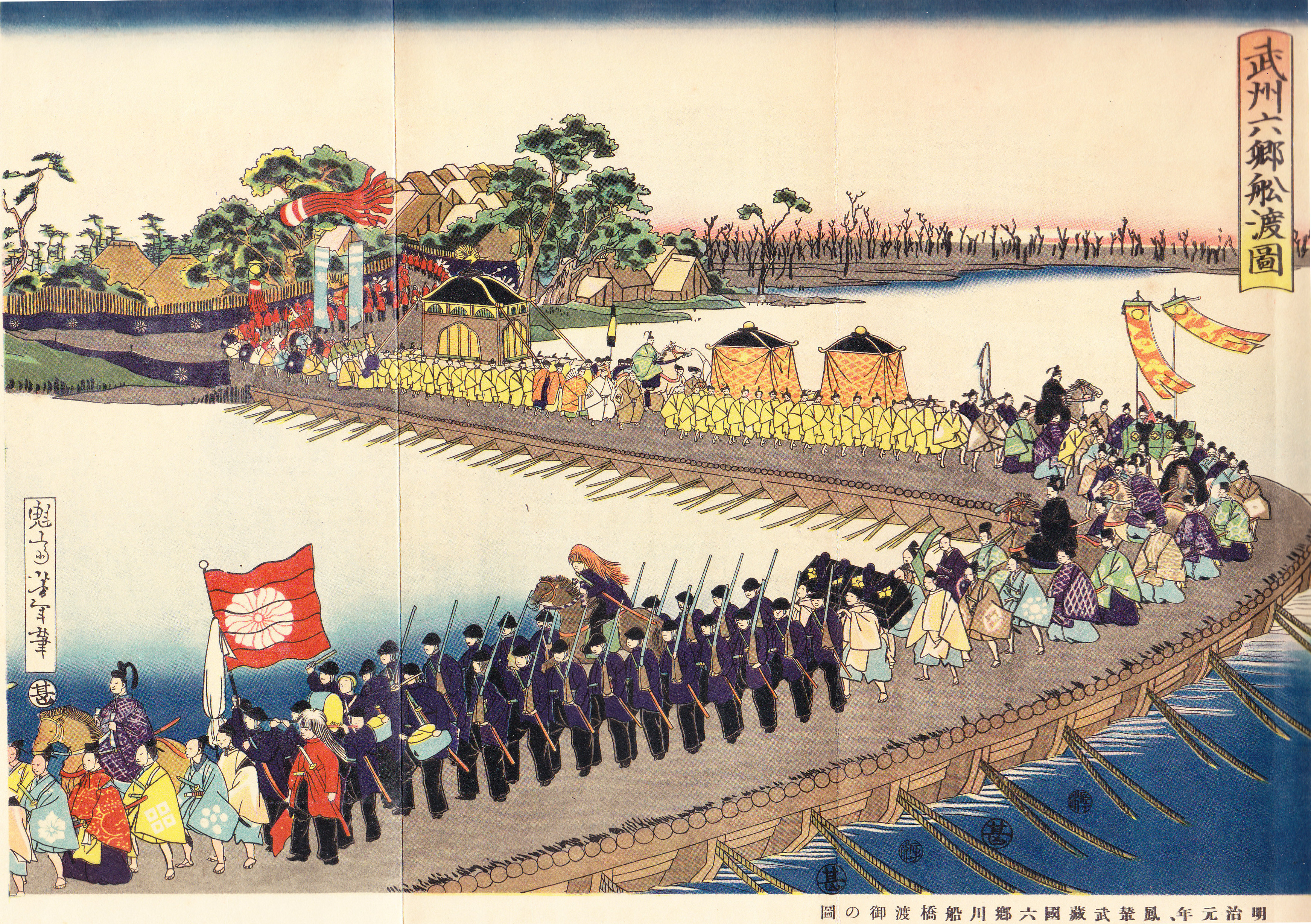
『武州六郷船渡図』（一魁斎芳年作・1868年）。明治天皇による東幸を描いた錦絵で、行列の中に鳳輦と葱華輦が描かれている。

江戸時代以前、天皇は、外出（行幸）する際に、人が担ぐ輿（）を移動手段としていた。輿の使用は、3世紀後半の第11代・垂仁天皇の時代に始まったとされる。
その後、5世紀前半の第17代・履中天皇の時代に輿に車輪を備えて人間や牛が牽く「車」という乗り物が現れたが、第42代・文武天皇の時代の701年（大宝元年）に朝大寶令（大宝律令）によって天皇の乗り物は輿で、車は臣下の乗り物と定められた。これは、牛車のような、動物が牽く乗り物に天皇を乗せるわけにはいかない、という理屈によるものだった。
皇室で用いられる輿は、以下の3種があり、用途に応じて使い分けられていた。天皇のみに乗御が許された肩の位置で担ぐ2種の輿は「輦（）」または「輦輿（）」と呼ばれ、腰の位置で担ぐ腰輿（）と区別される。
- 鳳輦（）

最も格式が高く、50人前後の担ぎ手を必要とした大型の輿（輦輿）。屋根の上に金銅の鳳凰像が置かれる。
行幸の際や、諸儀式の時に用いられた。
鳳輦は、天皇のみに使用が許されていた。
- 葱華輦（）

鳳輦と比較して、略式の輿（輦輿）。屋根の上に葱（タマネギ）の形をした宝珠が置かれていることから、この名で呼ばれた。
基本的に神事の際に用いられ、駒牽や、伊勢神宮への参拝、神社への行幸で用いられた。近現代においても、昭和天皇の大喪の礼（1989年）で用いられている。
葱華輦も天皇のみに使用が許されるという位置づけの乗り物だったが、特に幕末期の頃には柔軟に運用され、皇后や皇太子が使用することもあった。
また、賢所移御の際に用いられる御羽車は葱華輦と同様の形をしている。
- 腰輿（）

内裏の中のちょっとした移動や、火災などの非常時に使われた。肩の位置で担ぐ輦輿と異なり、腰の位置で担ぐことから、この名で呼ばれた。皇室で用いられるそれは「御腰輿（）」とも呼ばれた。
輿は、天皇が日常用いる乗り物としては、明治初期まで用いられた。1868年（慶応4年・明治元年）、満14歳で即位した明治天皇は、同年の東京への行幸（東幸）に際しては鳳輦を用いたとされ、東幸の様子を描いた多くの絵図でも鳳輦が描かれている。しかし、乗り心地が良いものではなかったためか、この東幸に際して、明治天皇は基本的には「板輿（）」と呼ばれる小型の輿（腰輿の一種）に乗り、22日間に及んだ旅程の最終日も品川から増上寺までは板輿に乗り、増上寺で鳳輦に乗り換えて江戸城に入城した。
1869年（明治2年）の東京奠都後も、明治天皇は、馬車導入以前は、輿に乗御して行幸を行った。大げさな輦輿の使用を明治天皇は好まなかったと推測されているが、東京においても数度使用した記録がある。明治天皇が普段使用した板輿は側面に引き戸を備え、名前こそ「輿」だが、形は駕籠と変わらないものになっていた。
輿による移動は、多くの担ぎ手が必要なことに加えて、担ぎ手の歩みのゆっくりとしたスピードでしか移動できないという不便さがあった。しかし、江戸時代の天皇は御所の外に出ることが事実上認められていなかったため、外出することそのものが稀で、移動する場合であってもその範囲は京都周辺に限られていたため、輿を移動手段とすることによる不都合は軽微なものだった。明治期になると、政府のシンボルとして様々な場での臨席が天皇に求められるようになり、輿の不便さによる不都合は大きなものとなり、より実用性の高い乗り物である馬車が導入される一因となる。

### 明治天皇による使用
明治期の早々から文明開化の機運が高まり、天皇も洋装するようになり、その移動には西洋から渡来した馬車がもっぱら用いられるようになった。それまでの天皇は、公式行事においても高座に座して自らは歩かず、姿も見せないことが原則で、輿による移動の際も御簾によって姿を隠し、一般庶民が顔を見ることは不可能な存在だった。これは中国皇帝の例に範を得て長年続いた伝統だったが、明治期には西洋の帝国の君主たちと同様の形へと変化し、洋装した天皇がガラス窓の馬車に乗り、車列（鹵簿）を庶民にも見せることによって、権威と慈愛に満ちた父親像が演出されるようになった。

#### 導入に至る経緯
江戸時代、牛車や大八車といった「車」の運行には江戸幕府によって規制が布かれ、それらの通行は江戸や京都の一部を除いて禁止されていた。1867年（慶応3年）に大政奉還が行われて江戸幕府による統治が終焉を迎えたことで、車についての禁も解かれ、1869年（明治2年）には東京・横浜間で乗合馬車による旅客営業が始まり、日本において馬車が本格的に用いられ始めるようになった。
1870年（明治3年4月）、天皇は初めて乗馬によって宮城（皇居）を出立して、軍事演習を視察するための行幸をした。明治政府の元勲たちにとって、騎乗による行幸は天皇の質実剛健さを印象付ける点ではよかったが、武士的な古めかしさも強く、近代的な新政府のシンボルとして押し出したい天皇像とは齟齬があるものだと考えられた。
そこで、同年に天皇は馬車に初めて試乗し、しばらくの間は、米国製の1頭曳き片幌馬車に皇居内に限って乗車した。
宮内省は1871年（明治4年5月）にフランス国公使から馬車を買い上げ、それに装飾を施して、皇室としては初の馬車となる「御料四人乗割幌馬車」（詳細は別記）を仕立て、同1871年9月20日（明治4年8月6日）、宮城内の吹上御苑にて、天皇が初めて御料馬車に乗った。
1871年10月1日（明治4年8月17日）、明治天皇は視察に騎馬や馬車を用いる旨を布告した。翌10月2日（8月18日）の三条実美と岩倉具視の屋敷への行幸が、馬車による最初の行幸となる。しかし、当時、馬車が通れる道は大都市の限られた地域だけで、全国的には馬車が通れる道は少なかったため、そうした道路事情により、明治初期の間は天皇の移動手段として（馬車や乗馬と併用しつつ）輿も使われ続けた。
明治期から天皇による地方巡幸が盛んに行われるようになり、そこでも馬車の使用が始まった。1872年（明治5年）の近畿・中国・四国・九州への西国巡幸（明治の六大巡幸の1回目）では馬車はまだ用いられず、船と輿（腰輿）が用いられたが、天皇は「鳳輦は必要なし」と宣言し、この巡幸の列は簡素なものとなった。この巡幸では、ごく一部の行程で乗馬（天皇による騎乗）も用いられた。1876年（明治9年）に行われた次の奥羽・北海道巡幸から、馬車が主要な移動手段として導入された。

#### 鹵簿規定の制定
皇室における馬車は、当初、御料四人乗割幌馬車のみで始まったが、官吏たちが管理運用するための制度であるとか、輿で用いられていた格式や用途に応じた使い分けは、馬車においても明治期の内に徐々に確立していくことになる。
1869年（明治2年）に宮内省が設置されると同時に馬事を職務とする御厩（）が新設され、翌年（明治3年11月）には官制改革により御厩は御厩局に改称された。この時点で、局長の下、馬や馬車の扱いを専門とする馭者（大馭者、中馭者、小馭者と区分された）や、獣医としての役目を務める馬医といった役職が置かれた。明治政府の草創期からこうした組織制度ができたのは、皇室において馬事が重視されたからだと考えられている。
導入初期に御者（馭者）の未習熟による軽微な事故がいくつか発生したことや、馬車が増えてきたことに伴い、御者を育成する必要が認識され、1873年（明治6年）には、乗馬術や御者法、馬の調教の指南役として、アンドレ・カズヌーヴを雇用した。カズヌーヴの在任は短期間なもので終わったものの、その後は御者ら宮内省の職員がイギリスやフランスに派遣され、実地調査が行われるようになった。
1874年（明治7年）には内装や御者台に凝った装飾が施された御料儀装車が導入され、1876年（明治9年）には小型の御料二人乗割幌馬車が導入されるなど、馬車の形式も増えていった。

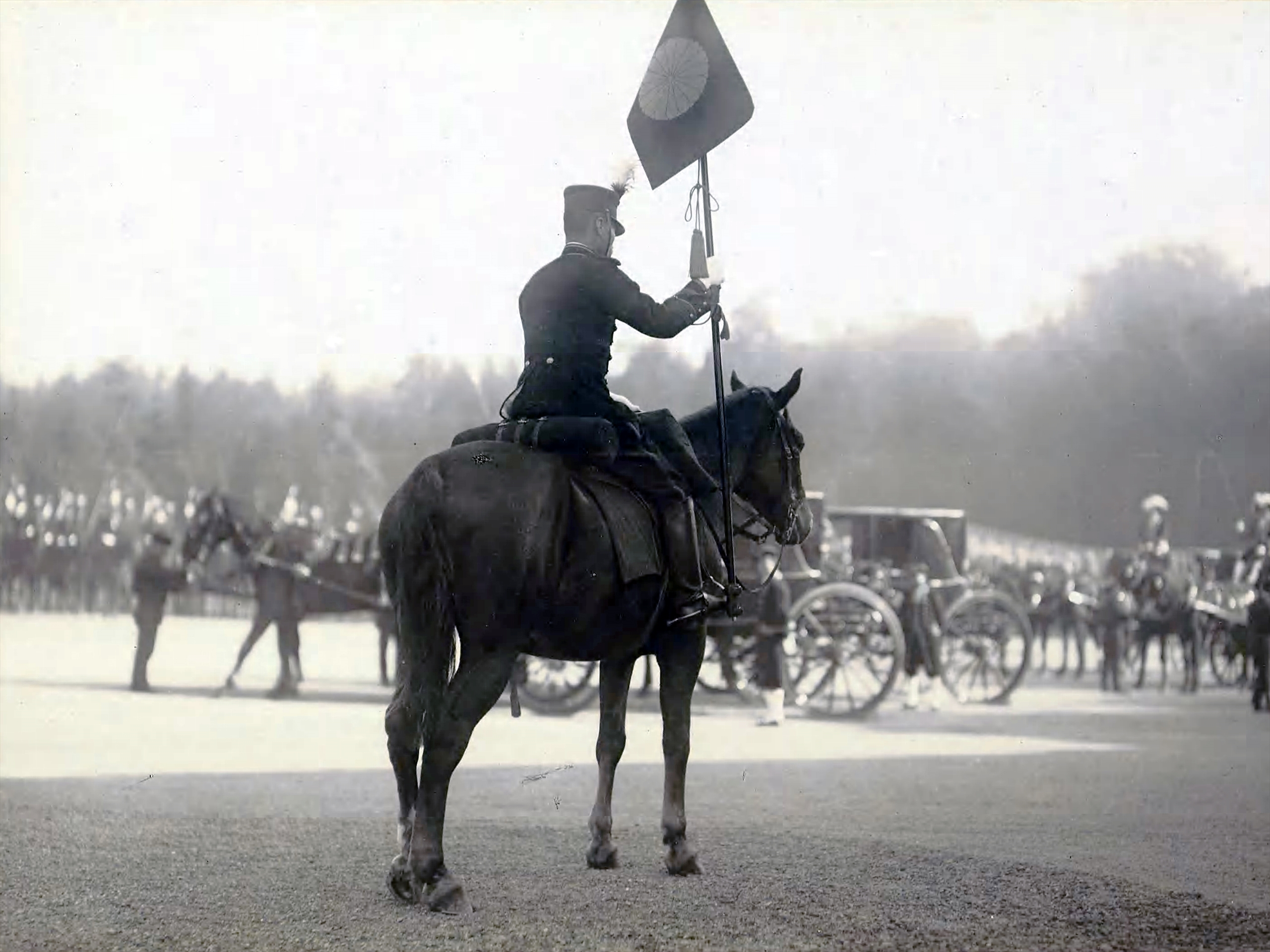
鹵簿規定の定めの一例。天皇の鹵簿では、天皇旗を持った近衛騎兵が天皇を乗せた儀装馬車に先行する。その前後に何騎が入るかは鹵簿の種類による。そういったことが事細かに決められている。

そうして、1878年（明治11年）8月には行幸・行啓の際の鹵簿規定が設けられた。これにより、「公式」、「式外」の行幸、「公事行啓」の3種類に分けて鹵簿（）の隊列が細かく定められ、「公式」の行幸はさらに2種類に分けられ、下記の区分が設けられた。
- 第一公式 - 臨時の行幸用。地方への行幸（巡幸）や、鉄道開業式など、規模が比較的大きな行事への臨時の行幸といった、定期的に行われるものではない行幸に適用される[41]。
- 第二公式 - 恒例の行幸用。天長節飾隊式（観兵式）、陸海軍始、元老院開院式といった、毎年行われるような恒例行事への行幸に適用される[41]。
- 式外 - 上記2つ以外の通常の公的な行幸に適用される[41]。
- 公事行啓 - 行啓用。行幸に準じて同様の規定が設けられた[41]。

この規定により、鹵簿の隊列について、天皇や皇族が御料馬車や乗馬（本人による騎乗）を用いる場合の隊列が定められた。制定後も改正が繰り返され、上記の区分が細分化されたり、皇太子による行啓時の専用の鹵簿規定が新たに追加されたりした（1889年）。
1886年（明治19年）には、数次の改正を経た御厩局が主馬寮（しゅめりょう。現在の宮内庁管理部車馬課の前身）に再編された。明治天皇は、侍従で側近中の側近だった藤波言忠を前年（1885年）から欧米に派遣して馬事全般の調査に当たらせ、1889年（明治22年）に帰国した藤波は主馬頭（）として手腕を発揮し、主馬寮は日本の風土に即した馬事制度を整備していくことになる。
1888年（明治21年）11月に「鹵簿装飾表」が設けられ、行幸・行啓の種類に応じて、使われるべき御料馬車の種類、御者台掛の色合い、御者や車従の服装、御料馬車の車輪の色などが定められた。

#### 国儀車の登場
1889年（明治22年）に大日本帝国憲法が発布されるにあたり、その前年にイギリスから購入した6頭曳の大型馬車は、日本で装飾が施され、「国儀車」として導入された。前記した鹵簿装飾表によって最高格式と定められた儀装馬車であり、この馬車には、鳳輦と同様、屋根の上に金色の鳳凰の像が取り付けられ、天皇専用の乗り物として、格式や用途も鳳輦に準じた運用がされた。

### 御料自動車の登場後
1913年（大正2年）、宮内省は御料車として自動車を導入し、天皇以下、皇室の移動手段は馬車から自動車（御料自動車）へと急速に置き換えられていった。
皇室において日常の移動手段としての地位を失った馬車の役割は、儀式における儀装馬車の利用といった限定的なものへと変わっていった。一方で、戦前の間は「公式お列」は馬車で、自動車は「略式」という位置づけが保たれることになる。
1915年（大正4年）に大正天皇の即位の礼が行われるに際しては、従来の国儀車に代わって、天皇用の新たな「鳳凰車」（現在の「儀装馬車1号」）が宮内省によって新製された。
しかし、御料馬車は奇禍に見舞われる。1923年（大正12年）9月の関東大震災で宮城も大きな被害を受け、特に主馬寮は、馬車舎270坪が全壊、庁舎253坪、厩舎160坪がそれぞれ半壊するという甚大な被害を受けた。馬車舎に置かれていた馬車の多くも大破し、特に「鳳凰車」をはじめとする儀装馬車の破損は著しいものであったことから、馬車の存廃論議にまで発展した。この時から、公式鹵簿でも御料自動車が使われることが多くなり、鹵簿が変わっていく契機となった。
1926年（大正15年）12月25日に大正天皇が崩御した。廃止が論議されていた御料馬車だったが、新天皇の即位を契機として存続となり、数年に渡って破損したままとなっていた儀装馬車の修復や再調達（新製）が短期間の内に進められることになった。1928年（昭和3年）の昭和天皇の即位の礼では、新天皇の車列（祝賀御列の儀）であるとか、来賓らの送迎といった役割で、儀装馬車が再び活躍することになった。

### 第二次世界大戦後の皇室と馬車

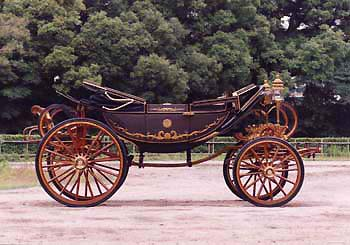
戦後、御料馬車を代表する役目を担い続けている儀装馬車2号2番（幌を開けた状態）

1945年（昭和20年）10月、主馬寮は廃止され、御料馬車の管理・運用などは主殿寮（）に引き継がれた。1949年（昭和24年）6月には、主殿寮は管理部にさらに改称された。「主馬（）」という名称は宮内庁管理部の車馬課主馬班として残ることになり、以降、一貫して同班が馬車の管理・運用を手掛けている。（→#管理・運用）
戦後は御料馬車が使用される機会は戦前よりもさらに少なくなった。終戦直後の数年間に行われた、昭和天皇による全国各地の巡幸（昭和天皇の戦後巡幸）も、明治天皇の頃とは異なり、現地での移動には馬車ではなく御料自動車が用いられた。
戦後の変化として、儀装馬車1号（戦前の特別儀装馬車）が使用されなくなった一方、即位の礼などでは儀装馬車2号（2号2番）が重要な役割を担うようになった。特に、1959年（昭和34年）の皇太子明仁親王の結婚に際して皇太子夫妻が儀装馬車2号（2号2番）に乗車してパレードを行った例（詳細は「ミッチー・ブーム」を参照）は、儀装馬車の使用例としてしばしば特筆される。
皇室の慶祝行事で、車列を正式に「パレード」の扱いで行うようになったのは、この1959年（昭和34年）の明仁親王の婚礼の儀の還啓の時からで、以降、即位の礼の祝賀御列の儀もパレードとして行われるようになった。しかし、この時の例を最後に、馬車がパレードで使われることはなくなった。1990年（平成2年）の即位の礼における祝賀御列の儀、1993年（平成4年）の皇太子徳仁親王の結婚の儀における還啓パレードでは、どちらも御料自動車のオープンカーが使用された。これは、馬車によるパレードは、馬が制御不能になる懸念や警備上の懸念があり、加えて交通事情の変化なども総合的に勘案した結果だと説明された。
戦後に天皇が儀装馬車に乗車した例は、1990年（平成2年）の天皇明仁の即位の礼、2019年（令和元年）の天皇徳仁の即位の礼で、どちらも伊勢神宮参拝（親謁の儀）に際して儀装馬車2号（2号2番）を使用した2例のみとなる。

## 明治期の御料馬車
明治期、御料馬車は、明確な記録があるものとして、9台が存在した。ほか、皇族や臣下の者たちが使用する馬車や運搬車もあった。それらが何台あったかは、記録が残っていないため、定かではない。

### 御料四人乗割幌馬車

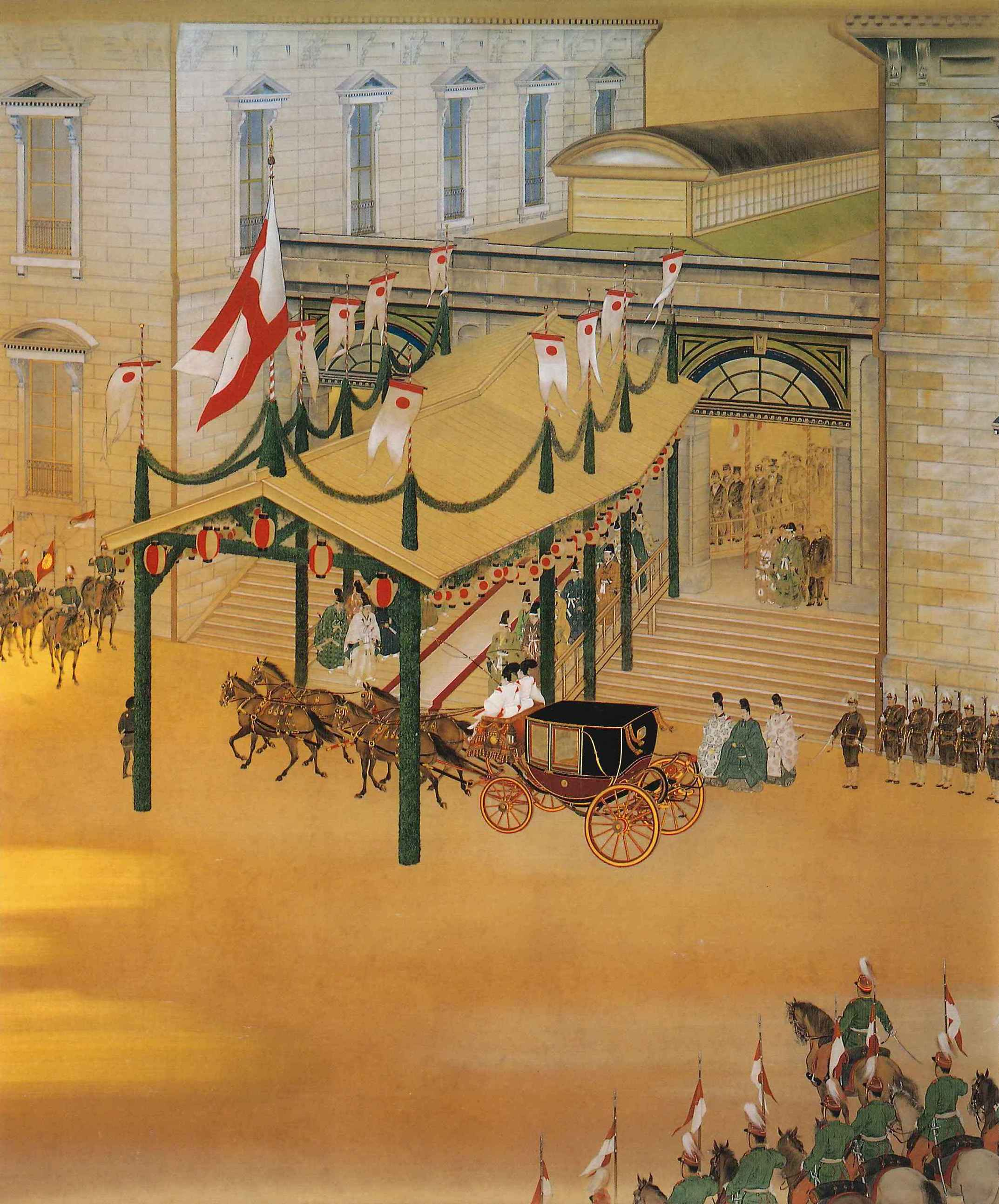
『京浜鉄道開業式行幸』（小村大雲作・1935年）。 1872年10月14日（明治5年9月12日）、新橋・横浜間の鉄道開業の記念式典に臨席するため、馬車で新橋駅を行幸した天皇を描いている。
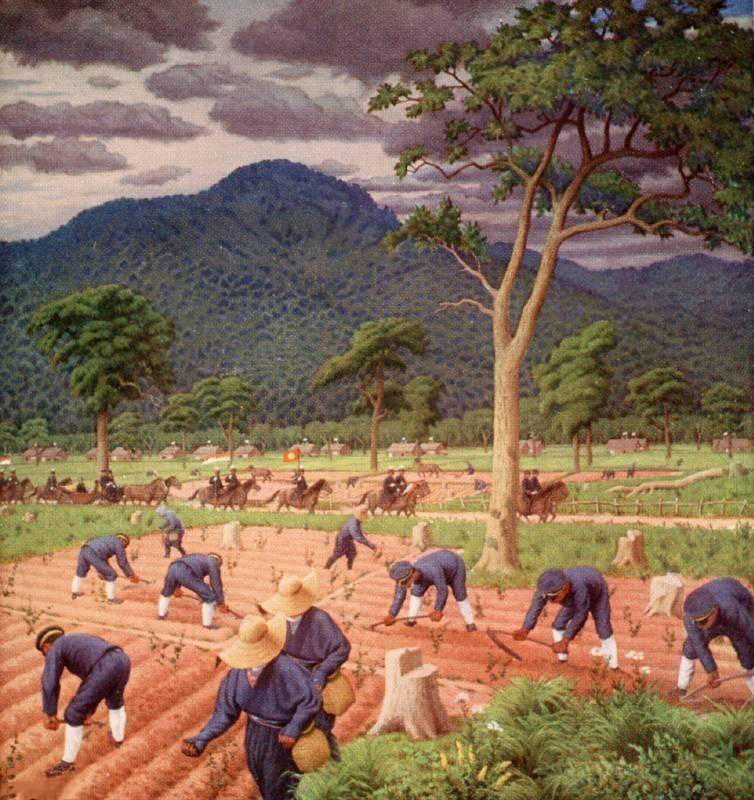
『北海道巡幸屯田兵御覧』（高村真夫作・1928年）。 1881年（明治14年）の北海道巡幸を描いた壁画で、左端に天皇の馬車が描かれている。

御料四人乗割幌馬車は、1871年（明治4年5月）に宮内省がフランス公使マキシム・ウートレー（Ange Georges Maximilien Outley）から買い上げ、改造を施した車両。天皇が乗った最初の御料馬車にあたる。
皇居には明治4年5月に到着し、天皇はその翌日には早速見学し、同年8月6日（1871年9月20日）に初めて乗車した。その後、臣下や省庁への行幸を馬車を用いて行うようになった。
天皇が下記の各地へ巡幸する際に使用され、1877年以外の5例はいずれも明治の六大巡幸にあたり、これらの使用例はしばしば特筆される。
- 1876年（明治9年） - 奥羽・北海道[39][55]
- 1877年（明治10年） - 西京、大和
- 1878年（明治11年） - 北陸、東海道
- 1880年（明治13年） - 山梨、三重、京都
- 1881年（明治14年） - 山形、秋田、北海道
- 1885年（明治18年） - 山口、広島、岡山

現役を退いた後、1922年（大正11年）12月に「明治天皇御紀念」として、この馬車を含む3台が帝室博物館へ移された。同博物館の後身である東京国立博物館でも引き続き所蔵品となっており、この車両は現存している。
- 『京浜鉄道開業式行幸』（小村大雲作・1935年）。
1872年10月14日（明治5年9月12日）、新橋・横浜間の鉄道開業の記念式典に臨席するため、馬車で新橋駅を行幸した天皇を描いている[35]。
- 『北海道巡幸屯田兵御覧』（高村真夫作・1928年）。
1881年（明治14年）の北海道巡幸を描いた壁画で、左端に天皇の馬車が描かれている。

### 御料儀装車
御料儀装車は、1874年（明治7年）に宮内省が外務省から引き継ぎ、修繕して御料車とした車両。公式行事への行幸用に導入された車両で、観兵式、議会開院式、など、主要な公式行事への行幸に際して使用された。
後述する国儀車が導入されて以降もそれに次ぐ格式の馬車として使用が続けられた。
割幌式で、幌を開けた状態で使用されることもあった（下写真）。この車両は現存しているとされ、宮内庁が現在も管理している御料馬車の中では最も古い馬車にあたり、現在は「儀装馬車2号1番」に位置づけられている（使用や公開はされていない）。

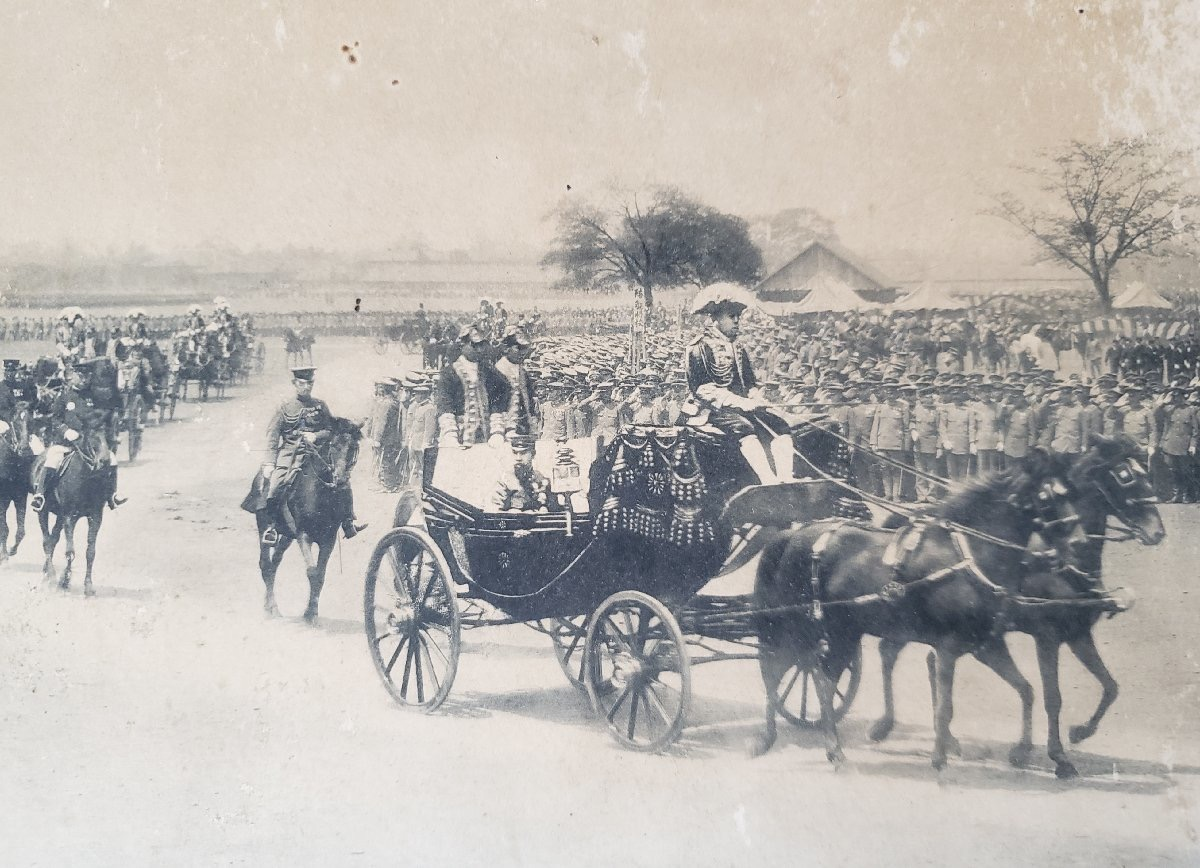
1906年（明治39年）4月30日、青山練兵場で催された日露戦争凱旋観兵式の閲兵を行う天皇[59]。
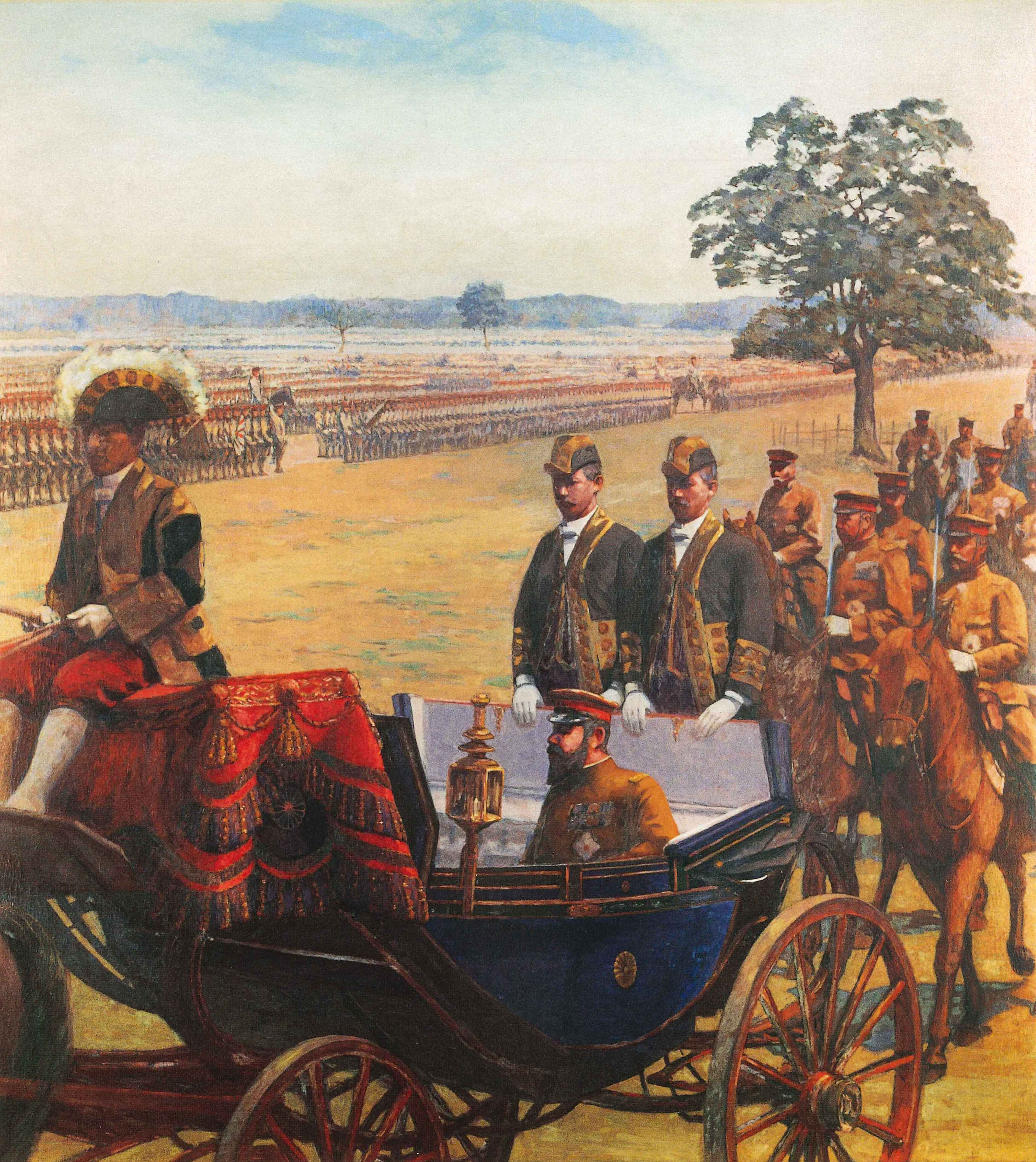
『凱旋観兵式』（小林萬吾作・1931年）

### 国儀車
国儀車は、1888年（明治21年）9月にイギリスから買い上げられた車両。翌1889年（明治22年）の大日本帝国憲法発布式で使用することを念頭に導入されたもので、憲法発布当日に天皇嘉仁と皇后美子が乗車した。
8頭立6頭曳の豪奢な馬車で、六頭曳儀装車の名でも知られる。それまでの馬車にはなかった意匠として、屋根の上に金色の鳳凰の像が取り付けられている。これは前述した鳳輦のそれを継承したものである。屋根に鳳凰の像を置くという、天皇専用車両を象徴する装飾は、後の特別御料儀装車（儀装馬車1号）にも引き継がれている。
他の装飾の特徴として、車体正面（御者台の下）と側面以外に、屋根の四隅にも菊花紋章を配している。
1915年（大正4年）の大正天皇の即位の礼を前に、特別御料儀装車（儀装馬車1号）が新たに製造されたことにより、天皇専用の最も格式の高い御料馬車としての役割を同車に譲った。退役後は明治神宮（1920年創建）が所蔵し、明治神宮宝物殿で展示された後、2019年（令和元年）以降は同年に設置された明治神宮ミュージアムで常設展示されている。

#### 絵画における国儀車
国儀車は明治期の代表的な御料馬車であり、明治期の錦絵をはじめ、多くの絵画でその姿が描かれている。中でも、1889年（明治22年）2月11日の大日本帝国憲法発布の直後に天皇が青山練兵場へと出発する様子を描いた絵が数多く残されている。

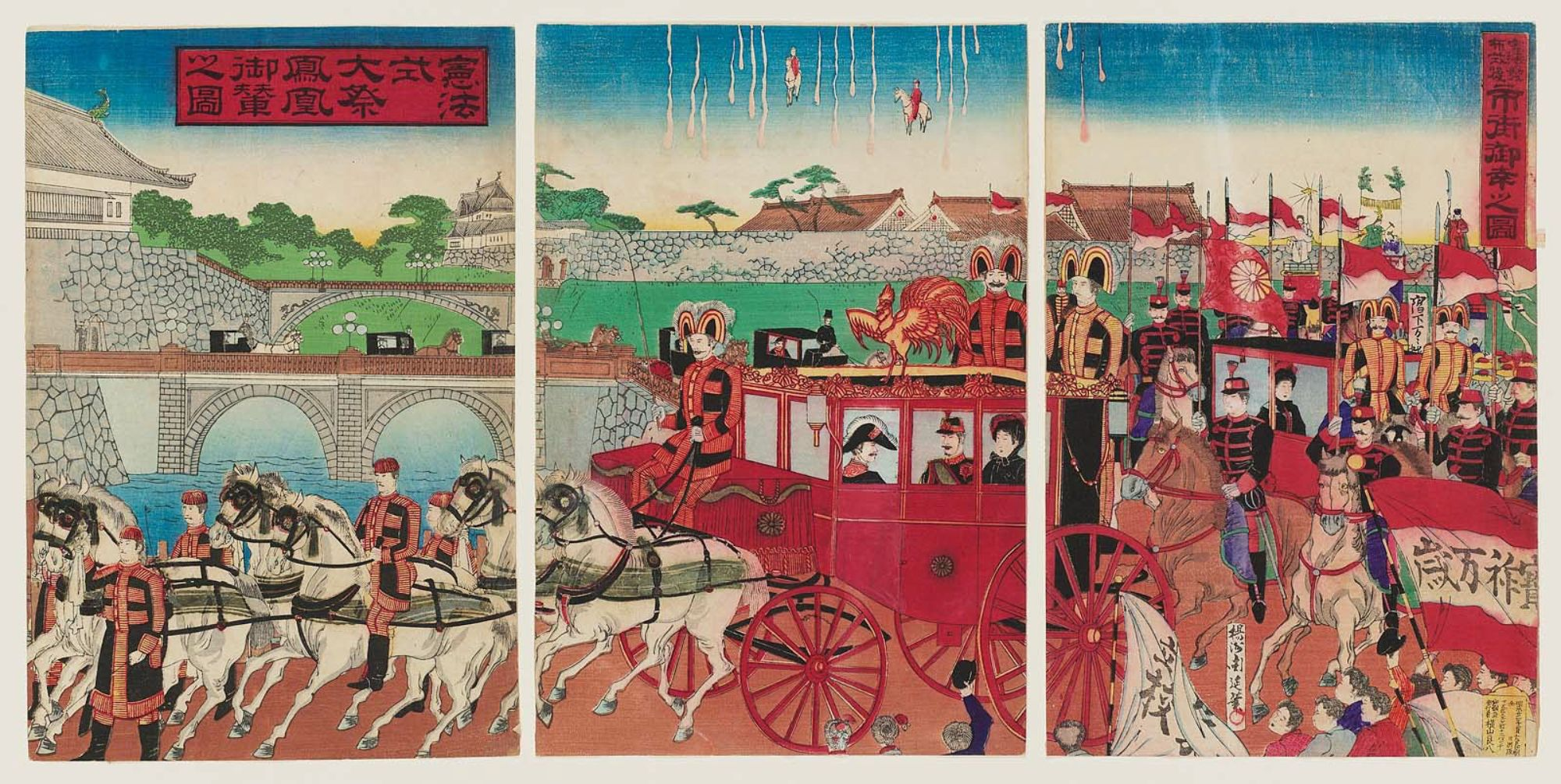
『憲法発布式後市街御幸之図』（楊洲周延作・1889年）。 上掲した歌川国利の絵と同じ状況を描いたものだが、馬車の意匠、輓馬の色、御者の人数などが異なる。
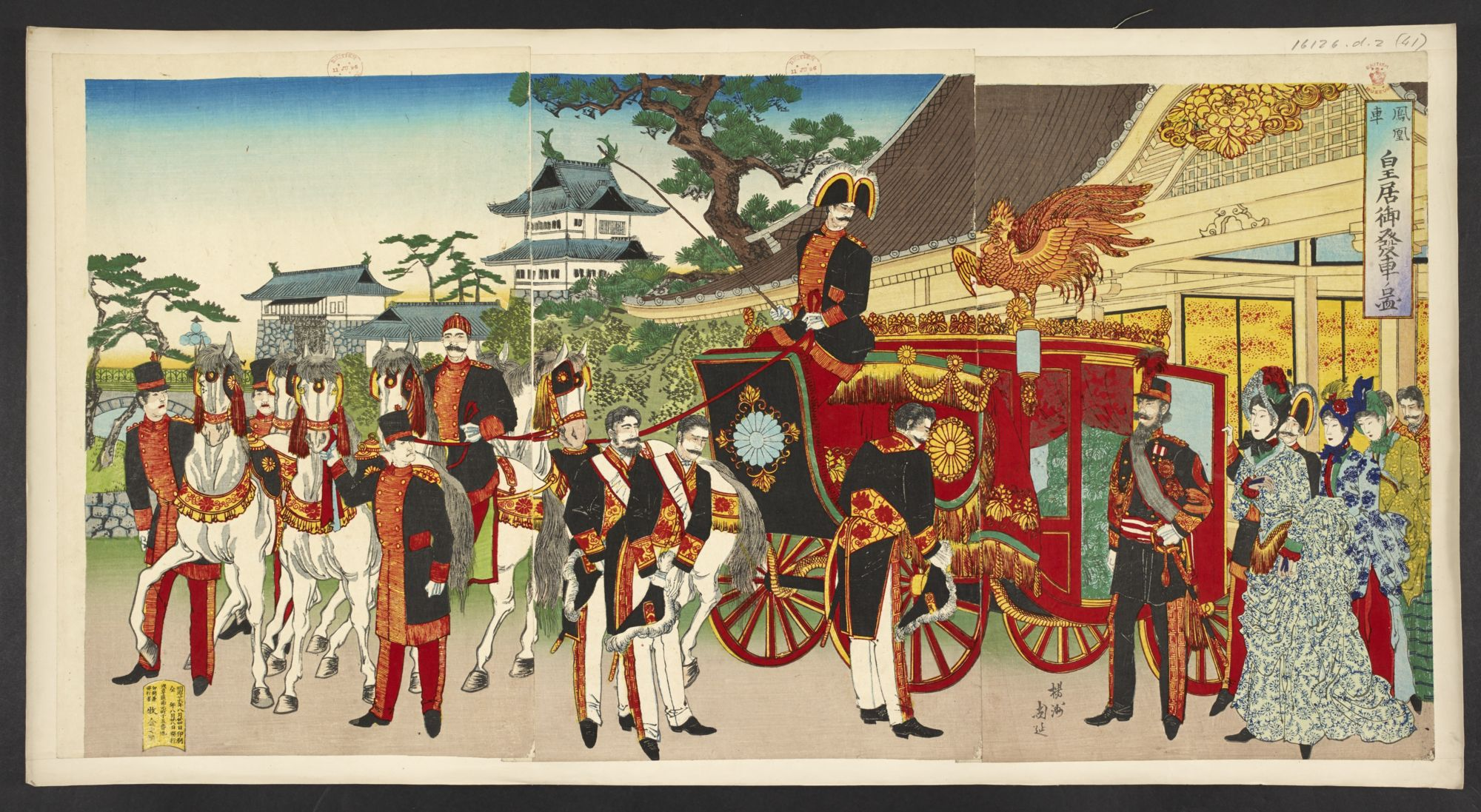
『鳳凰車皇居御発車ノ図』（楊洲周延作・1893年）。 屋根の四隅や御者台前方の菊花紋章といった意匠の特徴を比較的正確に描いている。
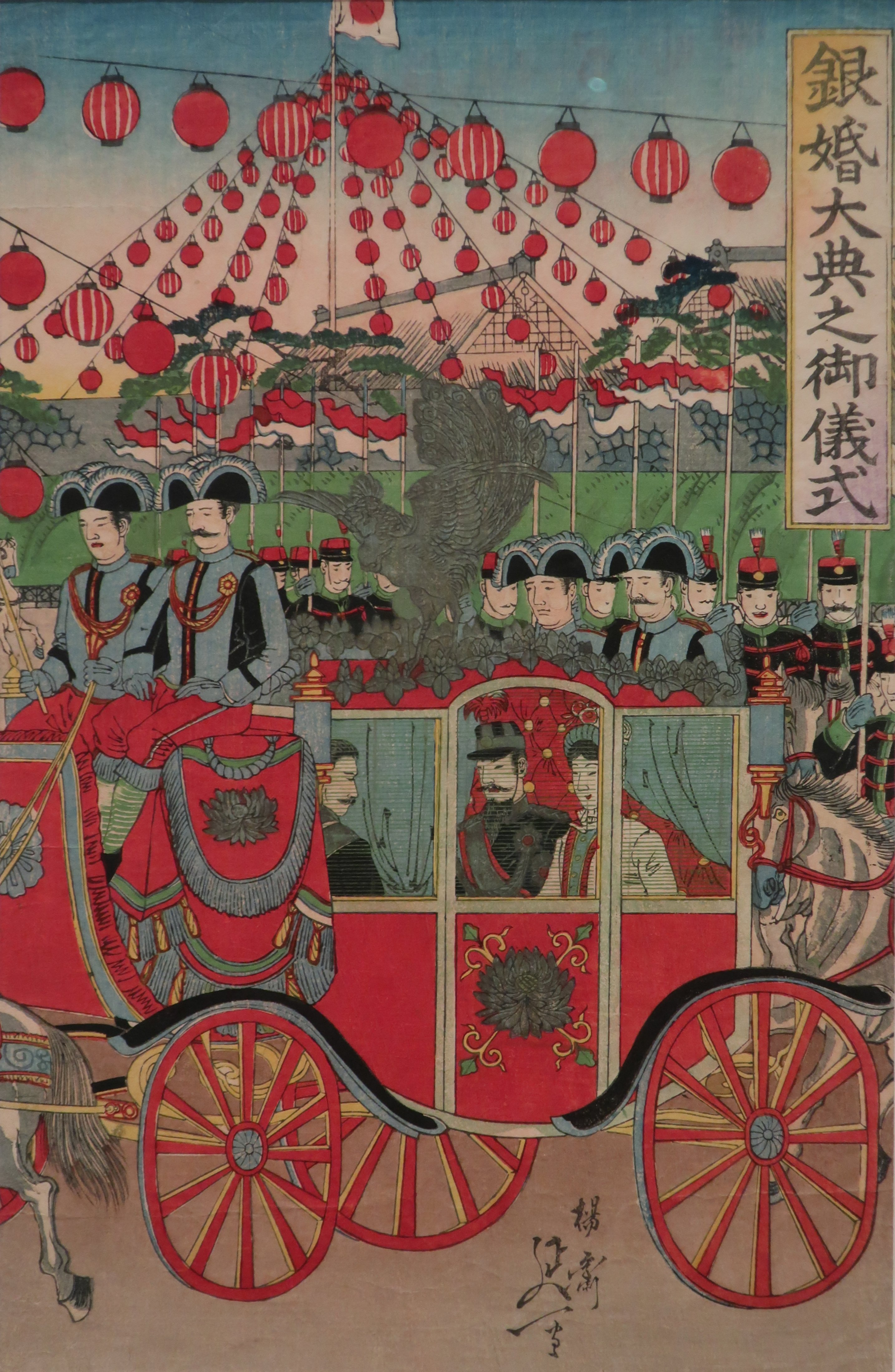
『銀婚式大典之御儀式』（楊斎延一作・1894年）
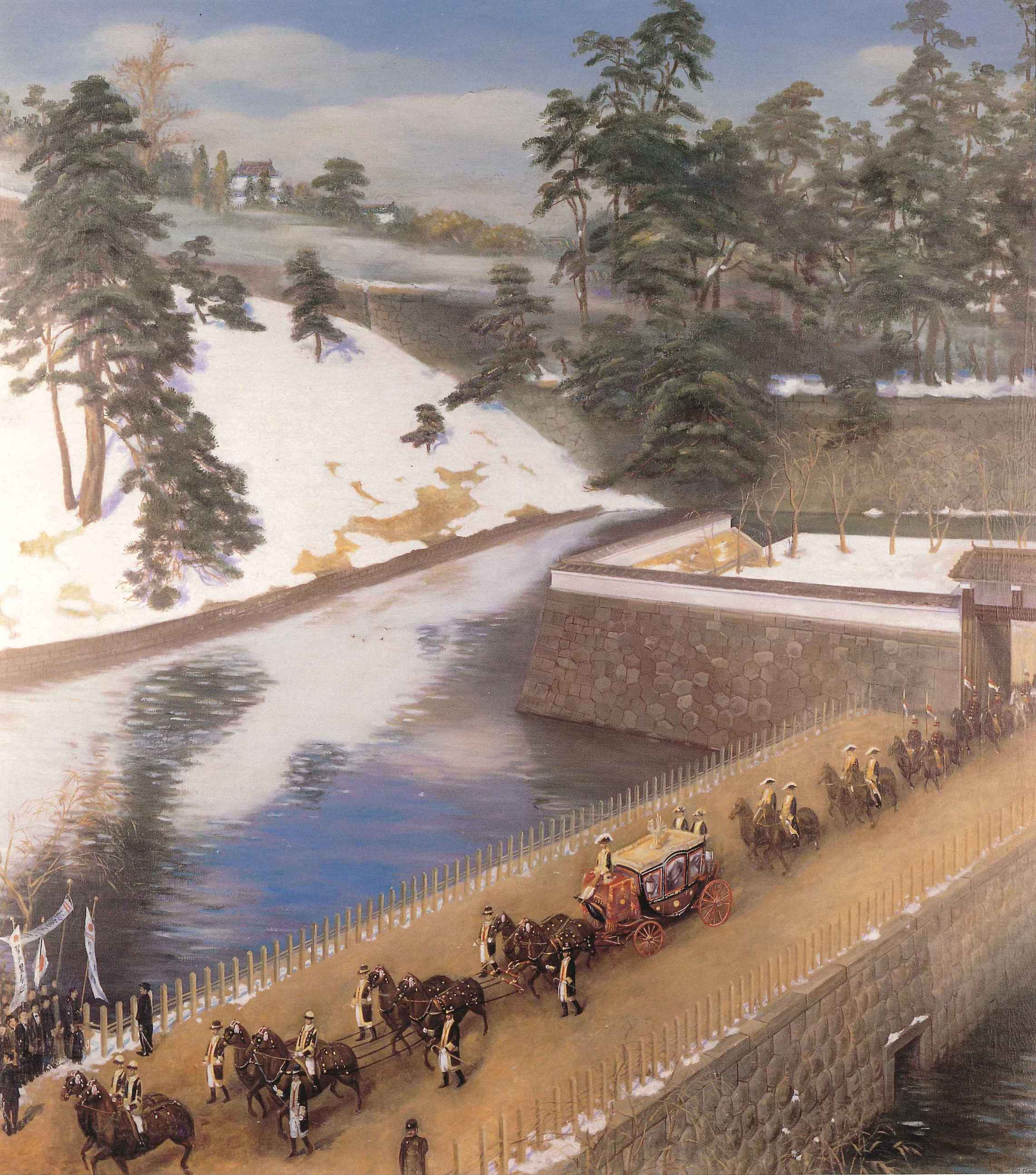
壁画『憲法発布観兵式行幸啓』（片多徳郎作・1934年）

### 各車両の概要
上記の3台を含め、明治期に御料馬車として用いられた9台の概要を以下に示す。順序は使用が始まった時期による。
- 御料四人乗割幌馬車

1871年（明治4年）にフランス公使から買い上げ、改造を施した車両。上述。
- 御料四人乗箱馬車

1873年（明治6年）10月に戸田家から買い上げられた車両。製造はアメリカ合衆国。天皇が元老院へ行幸する際に使用された。
現存しており、東京国立博物館の所蔵品となっている。
- 御料儀装車

1874年（明治7年）に外務省から引き取り、修繕した車両。上述。
- 御料二人乗割幌馬車

1876年（明治9年）3月に製造。車体はイギリス製。2人乗りの小型の馬車で、北海道巡幸に際して使用された他、天皇が内庭を移動する際にも使用された。
現存しており、東京国立博物館の所蔵品となっている。
- 国儀車（六頭曳儀装車）

1888年（明治21年）9月にイギリスから買い上げられた車両。上述。
- 扈従儀装車

1888年（明治21年）9月にイギリスから買い上げられた車両。国儀車と同じく、翌1889年（明治22年）の大日本帝国憲法発布の際に使用された。
- 御料三方硝子割幌馬車（明治28年製造）

1895年（明治28年）12月に製造。
国儀車と同様、鹵簿規定が制定されて以降に導入された馬車であり、この馬車は式外鹵簿に用いられた。
1913年（大正2年）に皇太后美子が沼津（沼津御用邸）に行啓する際に乗車した。
- 御料片幌馬車（四人乗割幌馬車）

1902年（明治35年）12月に製造。
御料三方硝子割幌馬車と同様、式外鹵簿に用いられた。
明治期に大日本帝国陸軍の特別大演習が全国各地で行われており、天皇が下記の演習へ行幸した際に使用されたと記録されている。
- 1902年（明治35年）、熊本大演習
- 1903年（明治36年）、兵庫県加古川大演習
- 1907年（明治40年）、茨城県結城大演習
- 1908年（明治41年）、奈良大演習

また、この車両は裕仁親王の新婚旅行でも使われた。
現存しており、現在は「普通車2号」という扱いになっている。
- 御料三方硝子割幌馬車（明治44年製造）

1911年（明治44年）10月に製造。大正期以降は「御料普通車」と呼ばれ、戦後は「普通車1号」と呼ばれている。
天皇と皇族による主な使用例は下記の通り。
- 1912年（明治45年）7月10日に東京帝国大学へ行幸した際に使用され、天皇が乗車した。
- 1915年（大正5年）11月3日、迪宮裕仁親王の立太子の礼に際して、裕仁親王が乗車。
- 1923年（大正12年）4月、皇太子摂政宮裕仁親王の台湾行啓に際して、同型と思われる車両が台湾に運ばれ、裕仁親王が乗車。

### 諸元
|              |              | 御料四人乗割幌馬車                           | 御料四人乗箱馬車                           | 御料儀装車                                                     | 御料二人乗割幌馬車                                 | 国儀車（六頭曳儀装車）                                                       | 扈従儀装車                                                           | 御料三方硝子割幌馬車                             | 御料片幌馬車                         | 御料三方硝子割幌馬車                             |
| 画像         | 画像         |                                              |                                            |                                                                |                                                    |                                                                              |                                                                      |                                                  |                                      |                                                  |
| ------------ | ------------ | -------------------------------------------- | ------------------------------------------ | -------------------------------------------------------------- | -------------------------------------------------- | ---------------------------------------------------------------------------- | -------------------------------------------------------------------- | ------------------------------------------------ | ------------------------------------ | ------------------------------------------------ |
| 導入時期     | 導入時期     | 1871年（明治4年）買上                        | 1873年（明治6年）買上                      | 1874年（明治7年）引受                                          | 1876年（明治9年）製造                              | 1888年（明治21年）買上                                                       | 1888年（明治21年）買上                                               | 1895年（明治28年）製造                           | 1902年（明治35年）製造               | 1911年（明治44年）製造                           |
| 形式         | 形式         | 座馭式                                       | 座馭式                                     | 座馭式                                                         | 座馭式                                             | 座馭式                                                                       | 座馭式                                                               | 座馭式                                           | 座馭式                               | 座馭式                                           |
| 製造国       | 上周り       | 日本                                         | 米国                                       | イギリス                                                       | 日本                                               | イギリス                                                                     | イギリス                                                             | 日本（鋼墊と真棒｛車軸｝はフランス）             | 日本（鋼墊と真棒｛車軸｝はフランス） | 日本（鋼墊と真棒｛車軸｝はフランス）             |
| 製造国       | 下周り       | フランス                                     | 米国                                       | イギリス                                                       | イギリス                                           | イギリス                                                                     | イギリス                                                             | 日本（鋼墊と真棒｛車軸｝はフランス）             | 日本（鋼墊と真棒｛車軸｝はフランス） | 日本（鋼墊と真棒｛車軸｝はフランス）             |
| 形式         | 形式         | 船底前三方六枚硝子割幌                       | 船底四方硝子箱形                           | 船底釣鋼墊前硝子三方五枚割幌                                   | 角底三方三枚硝子割幌                               | 船底釣鋼墊三方七枚硝子張箱                                                   | 船底釣鋼墊三方五枚硝子張箱                                           | 船底三方六枚硝子割幌                             | 角底                                 | 船底三方六枚硝子割幌                             |
| 塗装         | ボディ       | 溜色。下部は黒。                             | 黒                                         | 溜色。下部は黒。                                               | 溜色。下部は黒。                                   | 溜色。下部は黒。菊唐草模様入り。                                             | 溜色。下部は黒。                                                     | 溜色。下部は黒。                                 | 溜色。下部は黒。                     | 溜色。下部は黒。                                 |
| 塗装         | 車輪         | 褐色に金・赤・黒線                           | 黒に金線                                   | 赤地に金黒線                                                   | 溜色に金線                                         | 赤地に金黒線                                                                 | 赤地に金黒線                                                         | 溜色に金・赤・黒線                               | 溜色に金黒線                         | 溜色に金黒線                                     |
| 中張り       | 地           | 濃茶                                         | 紺                                         | 白                                                             | 白                                                 | 舶来織りの白                                                                 | 舶来織りの白                                                         | 白茶                                             | 白茶                                 | 白茶                                             |
| 中張り       | 錦織         | 花菱模様。無紋（縁色は緑黄）。赤菊唐草模様。 | 扇面形。花鳥（縁色は縁）。                 | 花菱模様。金菊紋（縁色は緑毛織）。雲形模様。硝子縁紅羅紗張り。 | 花菱模様。金菊紋（縁色は緑）。白地に赤菊唐草模様。 | 菊唐草浮織模様（縁色は白毛織）。赤菊唐草模様。硝子縁紅羅紗張り。             | 菊唐草浮織模様（縁色は金・白毛織）。赤菊唐草模様。硝子縁紅羅紗張り。 | 花菱模様。金菊紋。雲形模様。硝子縁飛色羅紗張り。 | 花菱模様。金菊紋。雲形模様。         | 花菱模様。金菊紋。雲形模様。硝子縁飛色羅紗張り。 |
| その他の装飾 | その他の装飾 | -                                            | -                                          | 御者台は緋羅紗に黄色に赤の毛房飾り。金菊紋。                   | -                                                  | 屋根上に金色の鳳凰像。御者台は緋羅紗に黄色に赤の毛房飾り。銅製金箔塗り菊紋。 | 御者台は紅羅紗に黄色に赤の毛房飾り。銅製金箔塗り菊紋。               | -                                                | -                                    | -                                                |
| 現状         | 現状         | 現存。東京国立博物館所蔵（非常設展示品）。   | 現存。東京国立博物館所蔵（非常設展示品）。 | 「儀装馬車2号1番」として現存。                                 | 現存。東京国立博物館所蔵（非常設展示品）。         | 現存。明治神宮所蔵。明治神宮ミュージアム常設展示品（2024年時点）。           | 不明。                                                               | 不明。                                           | 「普通車2号」として現存。            | 「普通車1号」として現存。                        |
| 出典         | 出典         | [ 54 ]                                       | [ 63 ]                                     | [ 57 ]                                                         | [ 73 ]                                             | [ 61 ]                                                                       | [ 66 ]                                                               | [ 67 ]                                           | [ 68 ]                               | [ 71 ]                                           |

## 儀装馬車
儀装馬車は、現在の皇室が使用している馬車の名称である。基本的にいずれも日本製の馬車で、1号から4号までの4種類の馬車があり、それぞれ役割が異なっている。現役を退いて払い下げられた車両を含め、1号から4号までの儀装馬車は21台が現存する（2019年時点）。
1号から3号までの儀装馬車は使用される機会は稀で、4号のみ、信任状捧呈式で比較的多用されている。天皇が使用した例が伝わっているのは1号と2号のみで、3号と4号については天皇が公式行事で使用したという記録はない。
1号は8頭立6頭曳の騎馭式（）、2号は6頭立4頭曳の騎馭式の馬車である。騎馭式では、進行方向左側の輓馬に御者（騎乗御者）が騎乗する。3号と4号はどちらも2頭曳の座馭式（）の馬車である。座馭式では、御者は馬車前方の御者台に座り、2頭の輓馬の手綱を握って馬を操作する。
1号から4号の馬車本体は、形状や装飾は異なるものの、いずれも全長4.5メートル程度、全幅1.9メートル程度で、大きさの違いはほとんどない。客室の定員が4名であることも共通している。（→#諸元）

### 儀装馬車1号
儀装馬車1号は、1914年（大正3年）に天皇の即位の礼のために製造された馬車。大正天皇の即位の礼と、昭和天皇の即位の礼の2回のみ使用された（→#使用例）。

#### 製作
明治天皇が用いた馬車が基本的には外国製だったのに対して、この車両は、小柴大次郎、池田喜平衛、有原豊次郎という3人の日本人によって製作された。明治後期の車両と同様、基本的に日本製だが、下回りの鋼墊と真棒はフランス製のそれが用いられている。
8頭立6頭曳の馬車。基本的なスタイルは明治天皇が用いた国儀車に準じており、屋根の上に鳳凰像を置いている。この鳳凰像について、作者や製作された年は不明とされる。屋根部の意匠は、縁の部分は菊葉を囲綾し、左右のそれぞれ中央に菊花紋章を配したものとなっている。

#### 構造
馬車の客室は「船底型」と呼ばれるもので、馬車の前後左右の四隅からスチールワイヤが縫い込まれた4本の革（吊りバネ）が伸ばされ、客室の船底型の下面を吊り上げる構造になっている。それにより路面からの衝撃を和らげ、ソフトな乗り心地を実現している。
車輪は樫の木で作られたホイールにゴム製タイヤを装着している。儀装馬車1号のタイヤは、製造された1910年代当時の日本における最大手だったダンロップ（ダンロップ護謨）の製品が使用されている。
屋根の上の鳳凰像は取り外しが可能で、2回の即位の礼に際して東京・京都間を鉄道輸送された際は外されたほか、馬車庫にて保存状態にある現在も像は外した状態で保管されている。

#### 沿革
1914年（大正3年）に製造。この車両は、製造当時は番号が付与されず、「番外車」、「鳳凰車」と呼ばれていた。1915年（大正4年）に大正天皇の即位の礼で使用された後、「第11番」という番号が与えられ、その後、「第12番」に改められた。1923年（大正12年）9月に発生した関東大震災で被災、大破し、大修復の後、1928年（昭和3年）の昭和天皇の即位の礼（昭和の御大礼）において、特別御料儀装車として再度使用された。
この車両は元々は、明治期の御料馬車と同様、座馭式の馬車として作られたものだったが、昭和天皇の即位の礼を前にした大修復に際して、騎馭式に改修された。
昭和天皇の即位の礼で使用された後は、馬車庫で保管されている。一般向けに展示公開されたのは、1985年（昭和60年）7月の髙島屋日本橋店における展示と、2005年（平成17年）11月から2006年（平成18年）5月にかけての昭和天皇記念館における展示の2回のみである。

#### 使用例
使用例は大正天皇と昭和天皇の即位の礼における2回のみ。どちらのケースも、皇居から東京駅への移動と、京都駅から京都御所への移動で、天皇が乗車した。
- 1915年（大正4年）11月、天皇嘉仁の即位の礼（大正大礼）において、祝賀御列の儀で、天皇嘉仁が乗車[76]。
- 1928年（昭和3年）11月、天皇裕仁の即位の礼（昭和大礼）において、祝賀御列の儀で、天皇裕仁が乗車[76]。

大正期と昭和期の即位の礼に際しては、葱華輦（御羽車）が先頭を進み、天皇の乗る本車がそれに続き、さらに他の儀装馬車が続く形で鹵簿が作られた。
1990年（平成2年）11月に行われた天皇明仁の即位の礼では、馬車ではなく、御料自動車を用いて祝賀御列の儀が行われた。これは、馬車では、馬が制御不能になる可能性があると懸念されたからだとされる。2019年（令和元年）11月に行われた天皇徳仁の即位の礼でも、祝賀御列の儀に馬車が用いられることはなかった。

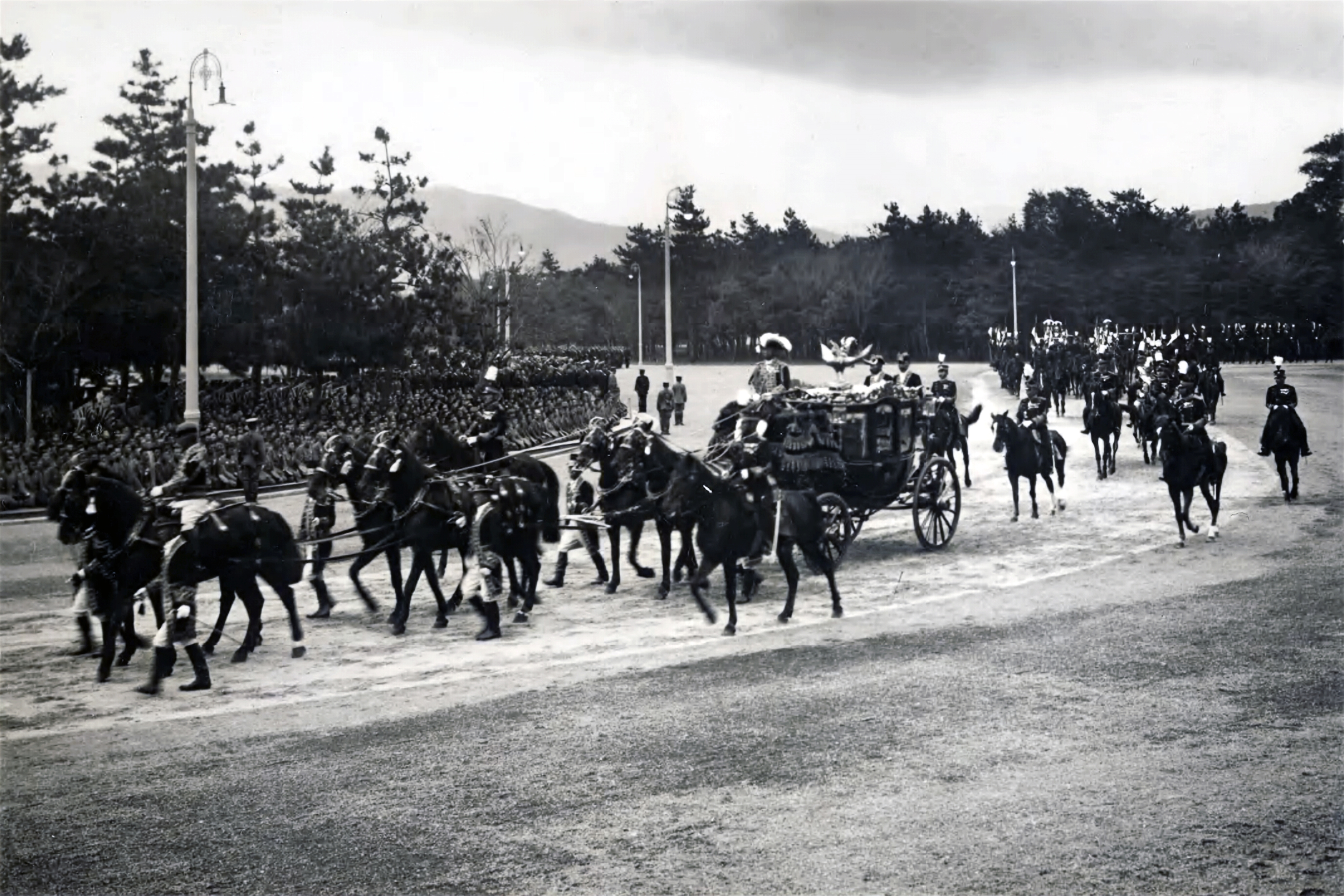
1915年（大正4年）の即位の礼における鳳凰車。 この時点では座馭式だが、御者台のほか、先頭の1頭にも騎乗御者（英語版）がいる。
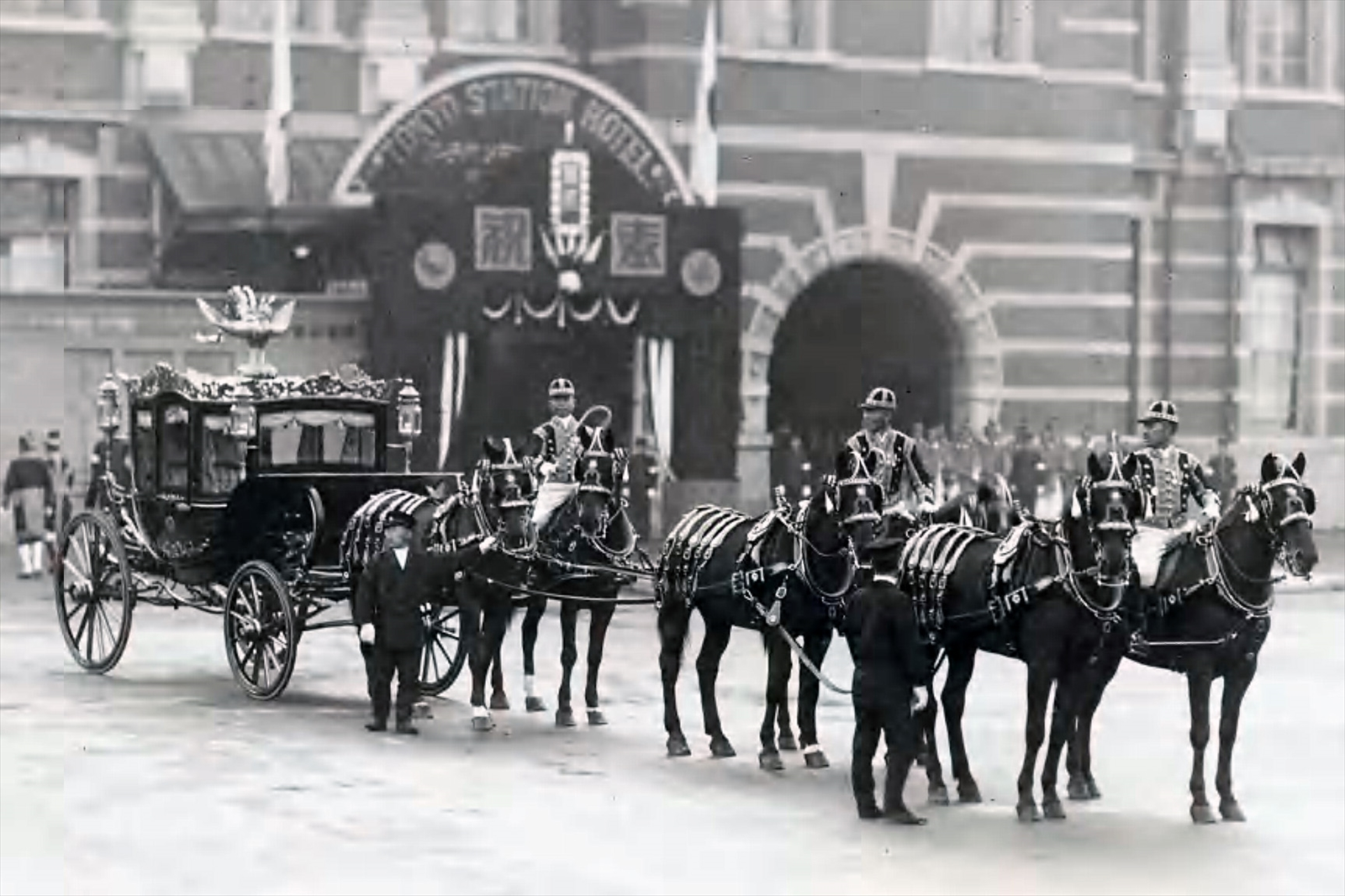
1928年（昭和3年）の即位の礼における特別御料儀装車。 騎馭式に改修され、御者台が撤去され、進行方向左側の3頭に御者が騎乗している。
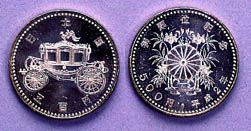
天皇明仁の即位を記念して1990年（平成2年）に発行された記念硬貨[79][80]。天皇明仁は乗車しなかったが、表に儀装馬車1号が描かれている[79][80]。

### 儀装馬車2号
儀装馬車2号は、皇室の特に重要な行事を行う際に使用される馬車。2019年時点で3台が存在するとされる。
本来は6頭立4頭曳だが、実際の運用では、しばしば2頭立て（輓馬は2頭）で運行されている。戦後は儀装馬車1号の不使用が続いているため、馬車が用いられた中で最も格式の高い行事ではいずれも儀装馬車2号が使用されており、いずれのケースでも「2番（2号2番）」と呼ばれる車両が使用されている。

#### 各車両の概要
2号1番の車両は、前述した御料儀装車のことで、この車両は1874年（明治7年）に外務省から引き継いだイギリス製の馬車を修繕して御料馬車としたものである。座馭式。
2号2番の車両は、1928年（昭和3年）に宮内省の主馬寮で製造された。完成時は「御料儀装馬車2番」と呼ばれていた。1958年（昭和38年）に、現在の名称である「儀装馬車2号2番」に改称された。「儀装馬車2号」と言う場合、ほとんど例外なくこの個体を指す。騎馭式。
2号3番の車両について、詳細は明らかではない。

#### 使用例
皇室（天皇と皇族）による主な使用例は以下の通り。いずれも2番（2号2番）の馬車が用いられた。
- 1928年（昭和3年）11月、天皇裕仁の即位の礼に際して、天皇裕仁が乗車。伊勢神宮参拝（親謁の儀）では、2頭立て（2頭曳き）で、屋根を外し、幌を開けた状態で使用。
- 1959年（昭和34年）4月10日、皇太子明仁親王の成婚記念パレードに際して、明仁親王と美智子皇太子妃が乗車[1][81]。6頭立4頭曳、屋根を外し、幌を開けた状態で使用。皇居から東宮仮御所まで還啓[82]。
- 1990年（平成2年）11月27日、天皇明仁の即位後の伊勢神宮参拝（親謁の儀）に際して、天皇明仁が乗車[1][81]。2頭立て（2頭曳き）、屋根を外し、幌を開けた状態で使用[74]。
- 2009年（平成21年）11月28日・29日、皇居東御苑で一般公開され、儀装馬車3号2番とともに走行展示を両日とも複数回行った[83]。2頭立て（2頭曳き）で運行[82]。最終日の29日、天皇明仁と皇后美智子が事前予告なしで会場に臨御した[83]。
- 2019年（令和元年）11月22日・23日、天皇徳仁の即位後の伊勢神宮参拝（親謁の儀）に際して、天皇徳仁が乗車[81]。両日とも2頭立て（2頭曳き）、22日は屋根を装着して幌を閉じた状態、23日は幌を開けた状態で使用。

1924年（大正13）1月の皇太子裕仁親王（昭和天皇）の成婚時は、皇居から赤坂離宮までの還啓に御料自動車が用いられた。これは、前年9月の関東大震災で御料馬車が被災したという事情（前記）による。1993年（平成4年）の皇太子徳仁親王の成婚パレードの時は、警備上の懸念があったことから、馬車ではなく御料自動車（オープンカー）が用いられた。
1958年（昭和33年）までは、国賓の皇居参内に際してこの車両が差し回されていた（どの番号の馬車が用いられたのかは不明）。

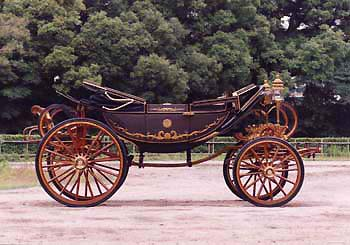
前半部の屋根を外し、後半部の幌を開けた状態。この馬車の代表的な仕様。
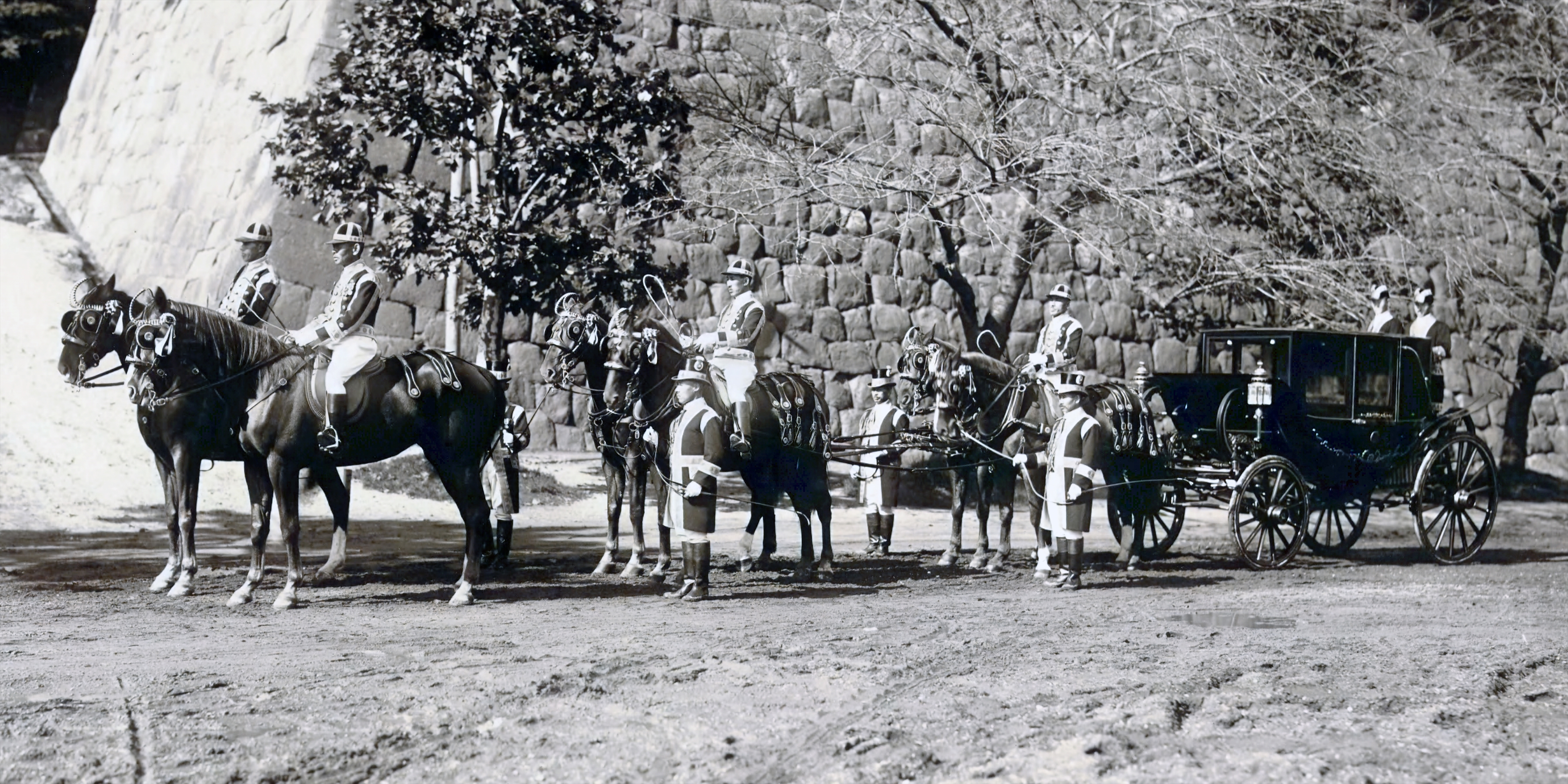
本来の6頭立4頭曳の編成写真
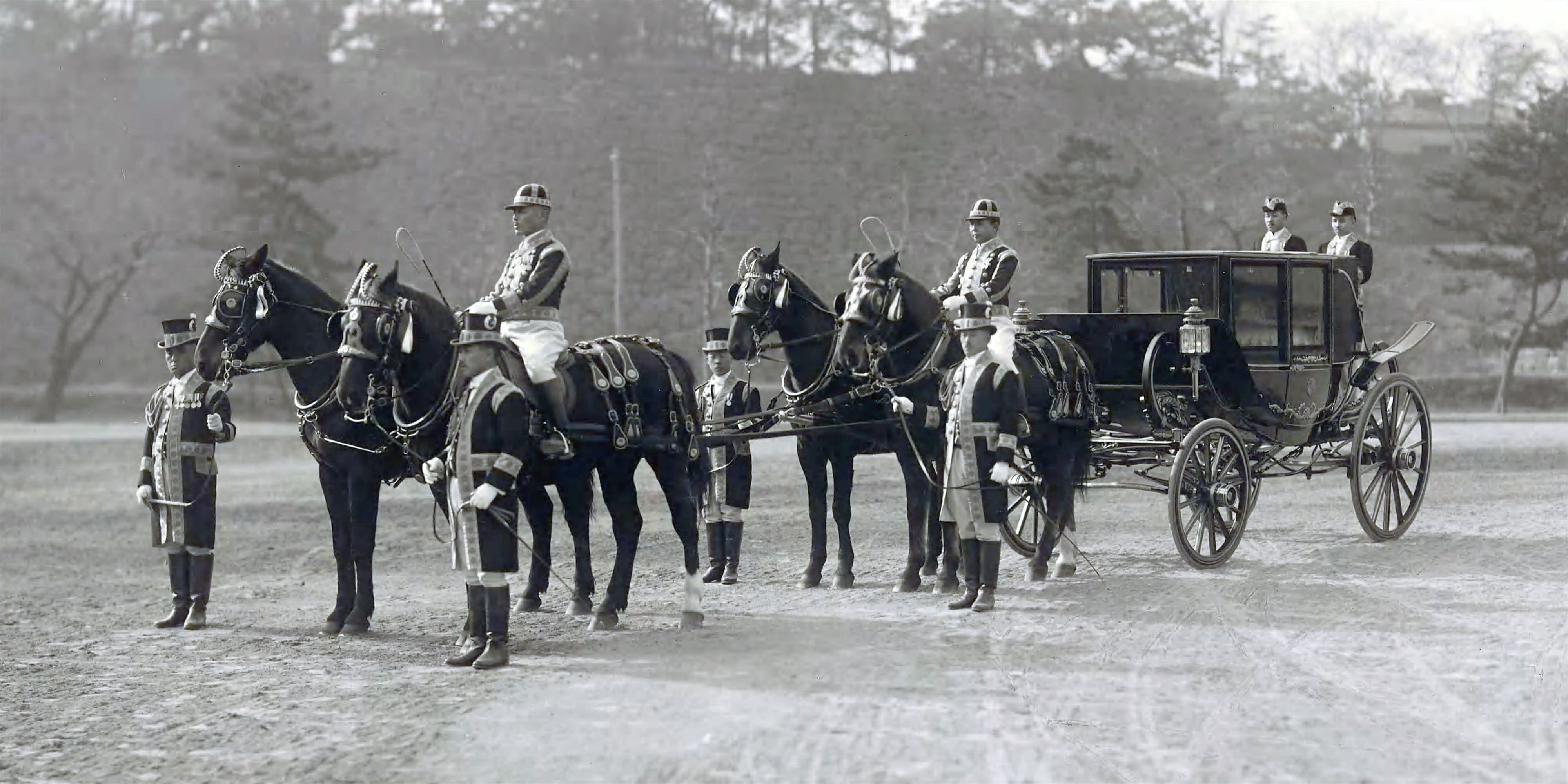
4頭立4頭曳の編成写真
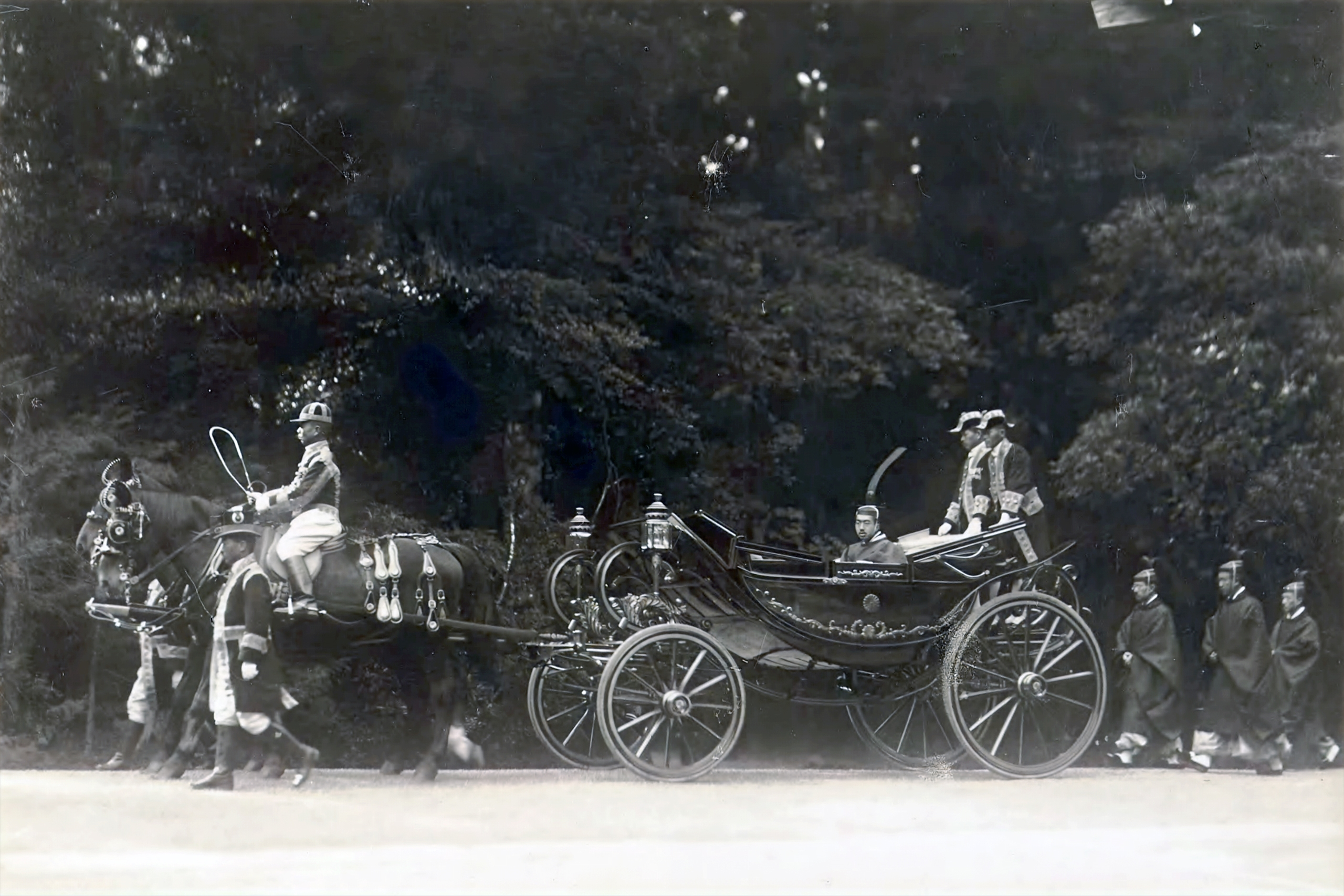
即位の礼における伊勢神宮参拝（親謁の儀）に際して、2頭立ての本馬車に乗る昭和天皇（1928年）
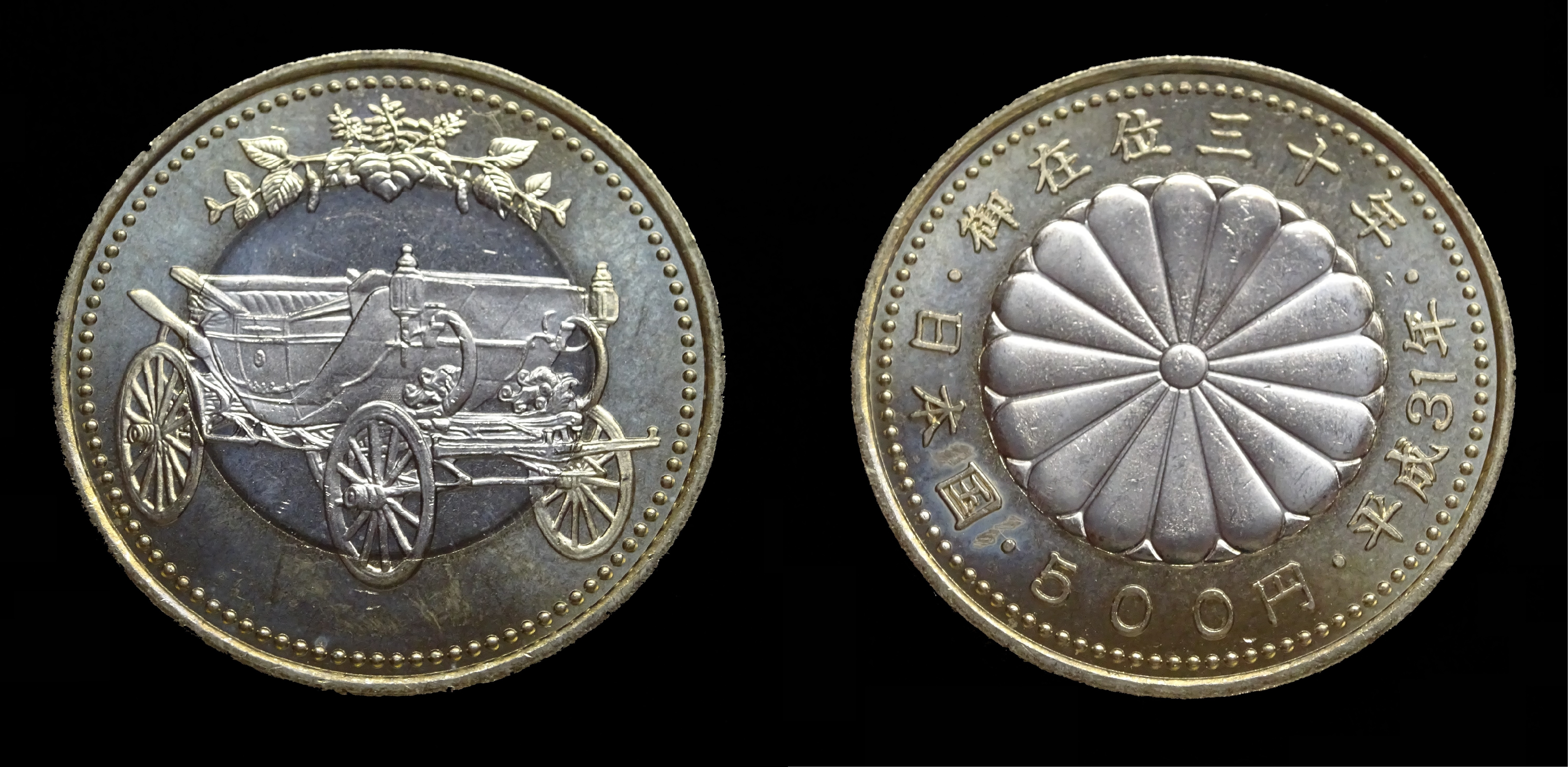
天皇明仁の即位30年を記念して2019年（平成31年・令和元年）に発行された記念硬貨[79][84][注釈 34]。

### 儀装馬車3号
儀装馬車3号は、皇室の重要な行事を行う際に使用される馬車。2頭曳き。2019年時点で2台が存在するとされ、近年の使用例ではいずれのケースでも「2番（3号2番）」と呼ばれる車両が使用されている。

#### 各車両の概要
3号1番は、1913年（大正2年）に個人商の小柴大次郎、池田喜平衛、有原豊次郎の3名によって製作された。1923年（大正12年）の関東大震災で大破したが、修復後は1928年（昭和3年）の昭和天皇の即位の礼に際して、香淳皇后の乗用として用いられた。以降は使用例として伝わるものはなく、展示・公開もされていない。
3号2番は、1928年（昭和3年）に宮内省主馬寮の工場で製作された。元々は騎馭式の御料馬車として製造されたもので、1928年（昭和3年）の完成時は「儀装馬車18番」と呼ばれていた。1929年（昭和4年）に座馭式に改められた際に、「御料儀装馬車2番」に改称された。1963年（昭和38年）に、現在の名称である「儀装馬車3号2番」に改称された。

#### 使用例
主に成年式や立太子の礼に際して用いられており、皇族が使用した例としては、下記の例がある。
- 1919年（大正8年）5月7日、皇太子裕仁親王の成年式で、裕仁親王が乗車（3号1番）[72][75]。
- 1928年（昭和3年）11月、天皇裕仁の即位の礼に際して、皇后良子が乗車（3号1番）[75]。伊勢神宮参拝（親謁の儀）では、屋根を外し、幌を開けた状態で使用。
- 1952年（昭和27年）11月10日、継宮明仁親王の立太子の礼及び成年式で、明仁親王が皇居内で乗車（3号2番）[85]。
- 1980年（昭和55年）2月23日、浩宮徳仁親王の成年式で、徳仁親王が皇居内で乗車。
- 1990年（平成2年）11月28日、天皇明仁の即位後の伊勢神宮参拝（親謁の儀）に際して、皇后美智子が乗車（3号2番）[86][1][87][75]。
- 1991年（平成3年）2月23日、浩宮徳仁親王の立太子の礼で、徳仁親王が皇居内で乗車（3号2番）[85]。
- 2020年（令和2年）11月8日、秋篠宮文仁親王の立皇嗣の礼で、文仁親王が皇居内で乗車（3号2番）[85][87]。屋根を装着した状態で使用[85]。

2019年（令和元年）11月の天皇徳仁の即位の礼における親謁の儀に際して、皇后雅子は御料自動車に乗車したものの、この儀式に合わせて馬車の修復が行われた。

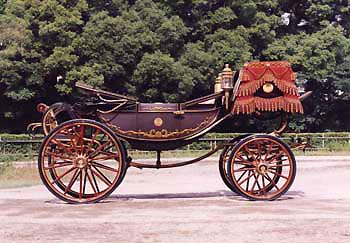
前半部の屋根を外し、後半部の幌を開けた状態
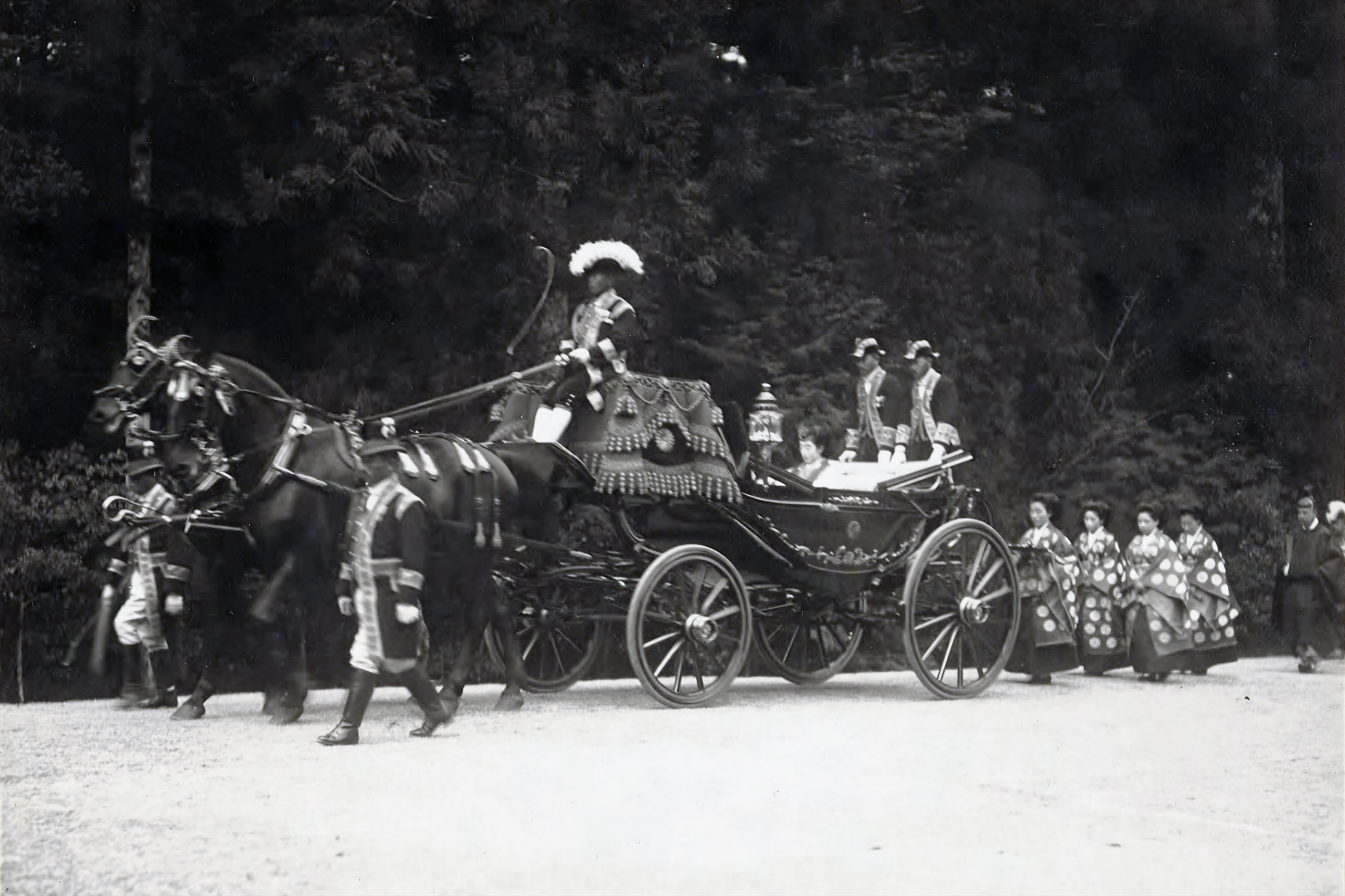
伊勢神宮参拝（昭和天皇即位時の親謁の儀）に際し3号1番に乗る香淳皇后（1928年）

### 儀装馬車4号
儀装馬車4号は、皇室の重要な行事を行う際に使用される馬車。2頭曳き。2019年時点で退役車両も含めて15台が現存しており、宮内庁では主に4号2番、3番、6番が用いられている。
他の儀装馬車は、伊勢神宮などで行われる皇室の儀式で使われ、目にすることのできる者は限られた使用状況となることが常となるが、この4号は公道を走るため、一般の者でも目にする機会が比較的ある儀装馬車となる。
宮内庁が所有する儀装馬車4号の内、最も古い車両は1908年（明治41年）製の4号8番である。現在は使用されていない保存車両の内、馬の博物館に4号5番（1908年製）が払い下げられ、常設展示されている（2024年現在は整備工事のため休館中）。また、博物館明治村も1911年（明治44年）製の車両を所蔵している（常設展示はされていない）。

#### 使用例
信任状捧呈式で用いられているため、儀装馬車の中で使用される頻度は最も高く、年間平均で月に1回は使用されている（2019年時点）。
皇族が使用した例としては、下記の例がある。 
- 1985年（昭和60年）、礼宮文仁親王の成年式で、文仁親王が4号3番に乗車[70][76][4]。

信任状捧呈式で、大使は儀装馬車4号に乗り、大使に随行する者たちは「普通車」と呼ばれる簡素な馬車（後述）や、供奉自動車（トヨタ・センチュリーのセダン）に分乗する。

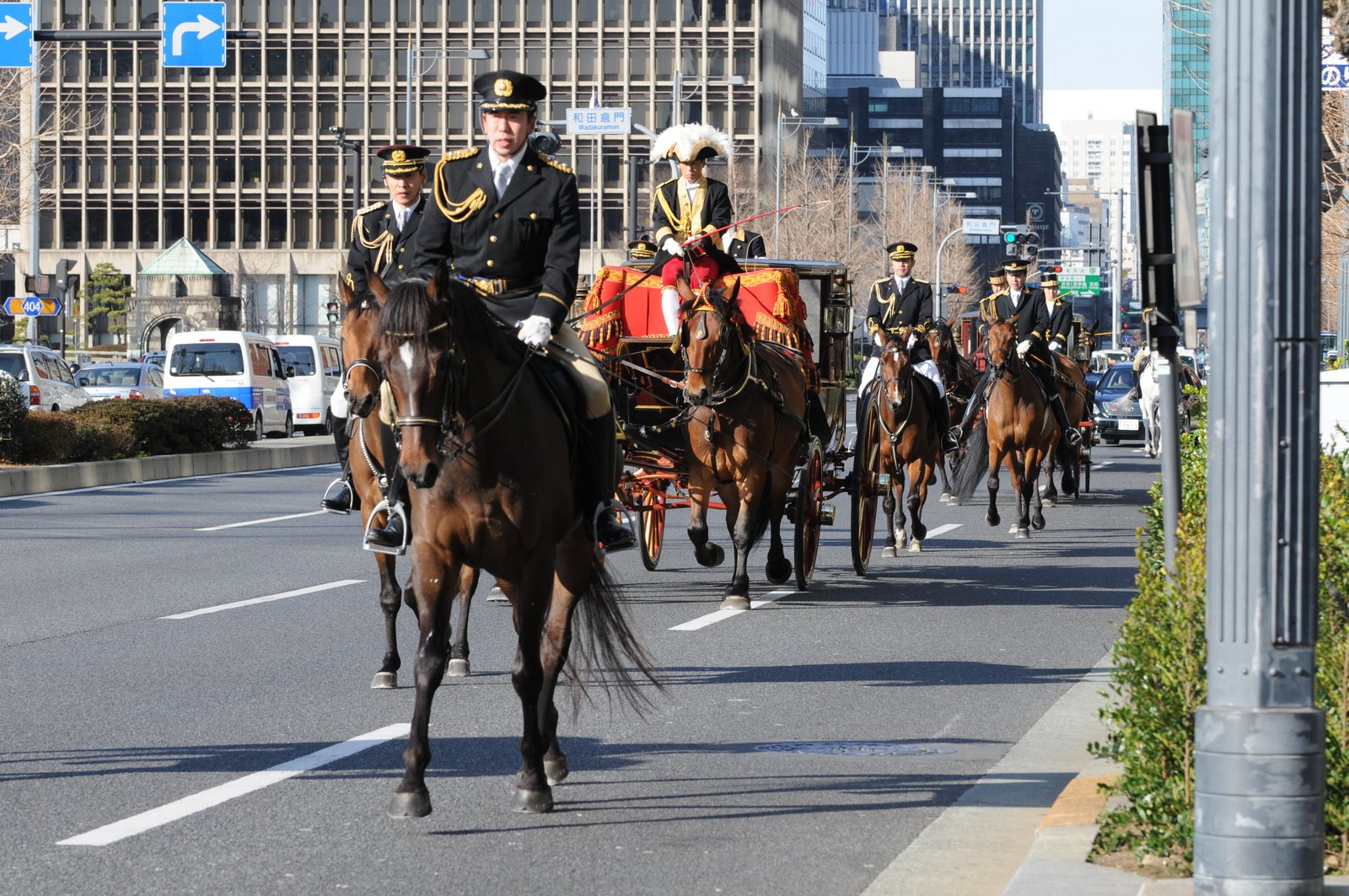
信任状捧呈式の馬車列。御者と車従は主馬班（宮内庁）の官吏、随衛の騎馬隊は皇宮警察（警察庁）の皇宮護衛官が務める[89][注釈 36]。

### 諸元
|            |            | 儀装馬車1号                                                                          | 儀装馬車2号 (儀装馬車2号2番)               | 儀装馬車3号 (儀装馬車3号2番)               | 儀装馬車4号                 |
| 画像       | 画像       |                                                                                      |                                            |                                            |                             |
| ---------- | ---------- | ------------------------------------------------------------------------------------ | ------------------------------------------ | ------------------------------------------ | --------------------------- |
| 製造時期   | 製造時期   | 1914年（大正3年）7月                                                                 | 1928年（昭和3年）                          | 1928年（昭和3年）                          | 1914年（大正3年） ※ほか複数 |
| 製造国     | 製造国     | 日本 ※車軸はフランス製                                                               | 日本                                       | 日本                                       | 日本                        |
| 馬車の形式 | 馬車の形式 | 8頭立6頭曳・騎馭式 ※製造時は座馭式                                                   | 6頭立4頭曳・騎馭式                         | 2頭曳・座馭式 ※製造時は騎馭式              | 2頭曳・座馭式               |
| 客室       | 形式       | 船底四人乗釣鋼墊付三方七枚硝子張箱                                                   | 船底型割幌                                 | 船底型割幌                                 | 船底型割幌                  |
| 客室       | 定員       | 4名                                                                                  | 4名                                        | 4名                                        | 4名                         |
| 重量・寸法 |            |                                                                                      |                                            |                                            |                             |
| 重量       | 重量       | 1,398 kg ※鳳凰含む                                                                   | 1,125 kg                                   | 1,098 kg                                   | 1,098 kg                    |
| 全長       | 全長       | 4.48 m                                                                               | 4.51 m                                     | 4.52 m                                     | 4.51 m                      |
| 全幅       | 全幅       | 1.93 m                                                                               | 1.87 m                                     | 1.91 m                                     | 1.90 m                      |
| 全高       | 全高       | 3.27 m ※鳳凰含む                                                                     | 2.24 m                                     | 2.24 m                                     | 2.24 m                      |
| 装飾の特徴 |            |                                                                                      |                                            |                                            |                             |
| 塗色       | ボディ     | 海老茶色蝋色                                                                         | 海老茶色蝋色                               | 海老茶色蝋色                               | 海老茶色蝋色                |
| 塗色       | 車輪       | 海老茶色と金色                                                                       | 海老茶色と金色                             | 海老茶色と金色                             | 海老茶色と金色              |
| 装飾       | 屋根       | 屋根上に金色の鳳凰の像。上縁全体に金色の菊葉の彫刻。上縁の側面中央に金色の菊花紋章。 | なし                                       | なし                                       | なし                        |
| 装飾       | 胴体側面   | 金色菊葉唐草模様、及び、金高蒔絵の菊花紋章                                           | 金色菊葉唐草模様、及び、金高蒔絵の菊花紋章 | 金色菊葉唐草模様、及び、金高蒔絵の菊花紋章 | 金高蒔絵の菊花紋章のみ      |
| その他     |            |                                                                                      |                                            |                                            |                             |
| 製作費     | 製作費     | 1万7,746円85銭                                                                       | 1万2,708円42銭                             | 1万9,956円13銭                             | -                           |
| 現存台数   | 現存台数   | 1台                                                                                  | 3台                                        | 2台                                        | 15台                        |
| 出典       | 出典       | [ 76 ] [ 45 ]                                                                        | [ 76 ] [ 74 ]                              | [ 76 ] [ 75 ]                              | [ 76 ]                      |

## 普通車
普通車とは、皇室が用いる馬車で、儀装車（儀装馬車）以外の簡素な客車である。儀装車と同じく、4種類存在するとされる。
- 普通車1号

上述の「御料三方硝子割幌馬車」のこと。大正期には「御料普通車」とも呼ばれた。
- 普通車2号

上述の「御料片幌馬車」のこと。
- 普通車3号

かつては「貴客車」と呼ばれた馬車。信任状捧呈式では、主賓である大使の随行者たちが分乗するために差し回される。
2頭曳きで、車従は御者台に座る。寸法は公表されていないが、儀装馬車と比べると若干小ぶりの馬車となる。
- 普通車4号

客人用の馬車とされる。1台が三里塚御料牧場記念館（旧・下総御料牧場）で展示されている。

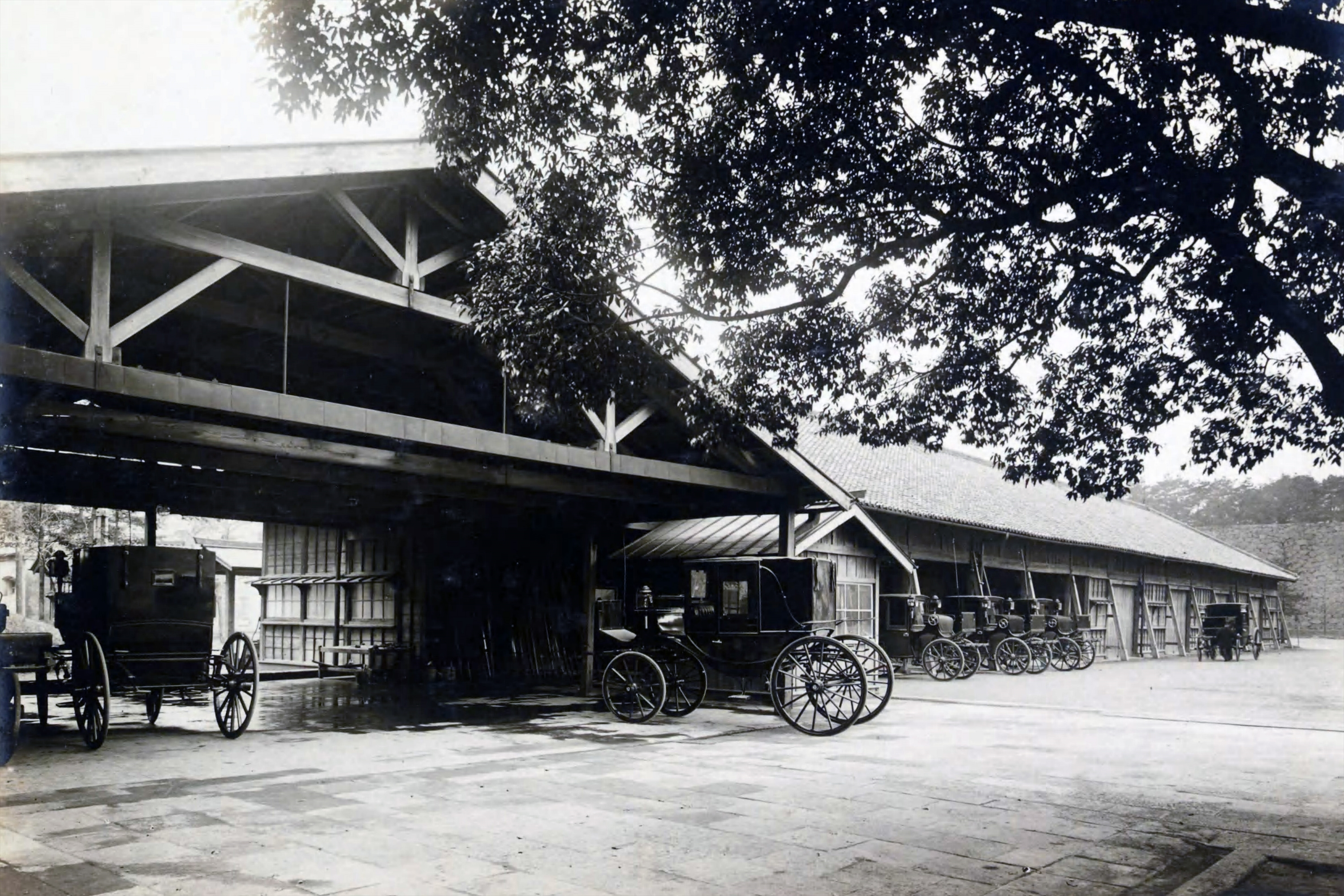
1920年頃の宮城内の主馬寮施設。手前（左側）が馬車洗場で、奥（右側）に見えるのが臣下馬車舎。儀装馬車と比べると簡素な馬車が置かれている。
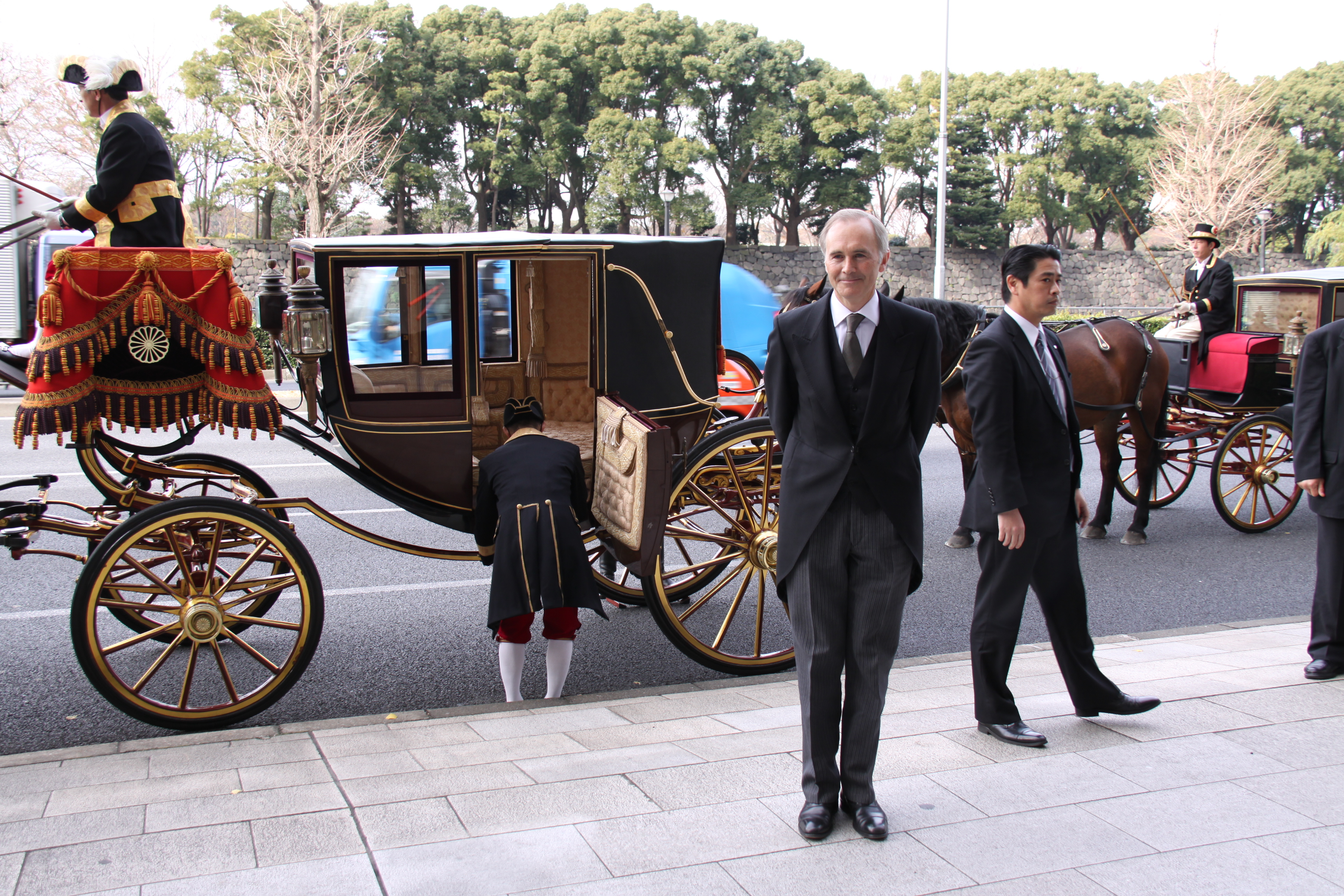
信任状捧呈式で、大使を降車させた儀装馬車4号の後ろに停車している馬車が普通車3号。手前の儀装馬車と比較して、装飾が施された御者台掛を持たず、御者も簡素な服装をしている。

## その他の馬車
人を乗せる馬車のほか、宮内庁は、輓馬の練習に使うための訓車（）、運送車、特別車（霊柩馬車）なども皇居内の馬車庫で保管している。これらの馬車は表に出てくることはない。

## 管理・運用
歴代の馬車は、儀装馬車1号などの表に出ない馬車も含めて、宮内庁管理部の車馬課主馬班によって維持管理されている。
2018年時点で主馬班には21名の職員が所属し、馬車の管理や馬の飼育・調教・騎乗といった役割と、日本の古式馬術の継承を担っている。
現役の儀装馬車の漆塗りの外装については、およそ20年に1度、10ヶ月をかけて、塗り直しが行われている。普通車を含め、馬車のこうした修復・整備については外部に依頼が出されており、競争入札が時折り公示されている。

### 輓用馬
馬車の輓用馬として、皇居内の主馬班の厩舎には30頭ほどの馬が所属している。
馬は御料牧場（現在は高根沢御料牧場）で生産された馬が用いられる。皇居の主馬班の厩舎に移され、2、3年かけて訓練された後、古馬編入審査に合格した馬のみが輓用馬として認められ、儀式などの公務で用いられるようになる。
主馬班には獣医師や、馬の蹄（）を管理する装蹄師の資格を持つ職員もおり、馬たちは24時間態勢で飼育されている。

### 輸送
大正期までは、天皇や皇族の巡幸先で御料馬車が使用されることがあり、馬車の輸送には船などが用いられた。大正天皇と昭和天皇の即位の礼に際しては、東京で祝賀御列の儀を行った後、京都に儀装馬車を送る必要があり、そのために馬車を鉄道輸送するための専用貨車がそれぞれの即位の礼のために製造された（詳細は「国鉄シワ115形貨車」と「国鉄クム1形貨車」を参照）。
近年では、皇居周辺以外で儀装馬車が運行されたことは稀だが、2019年（令和元年）に伊勢神宮で行われた親謁の儀で儀装馬車2号が使用されたケースがあり、その際の輸送にはトラックが用いられている。

### 展示車両
退役後に宮内庁から払い下げられた馬車が数台あり、以下の博物館で所蔵されている。
- 明治神宮ミュージアム

国儀車（六頭曳儀装車）を所蔵・展示している。
- 馬の博物館

儀装馬車4号の1台を所蔵している。ほか、東京国立博物館が所蔵している御料四人乗割幌馬車を貸与されて展示していた。
2024年から2029年頃まで休館中。
- 博物館明治村

儀装馬車4号の1台を所蔵している。常設展示品ではない。
- 三里塚御料牧場記念館

普通車4号の1台を所蔵・展示している。

## 御料馬車・儀装馬車を題材にした作品
- 『晩夏』（2018年）

赤つめくさの名ごり花咲くみ濠べを儀装馬車一台役終へてゆく
皇后美智子（当時）が詠んだ和歌。信任状捧呈式を終えた儀装馬車が、皇居の濠端をゆっくりと戻っていく姿を認めて詠んだ。

## 関連用語

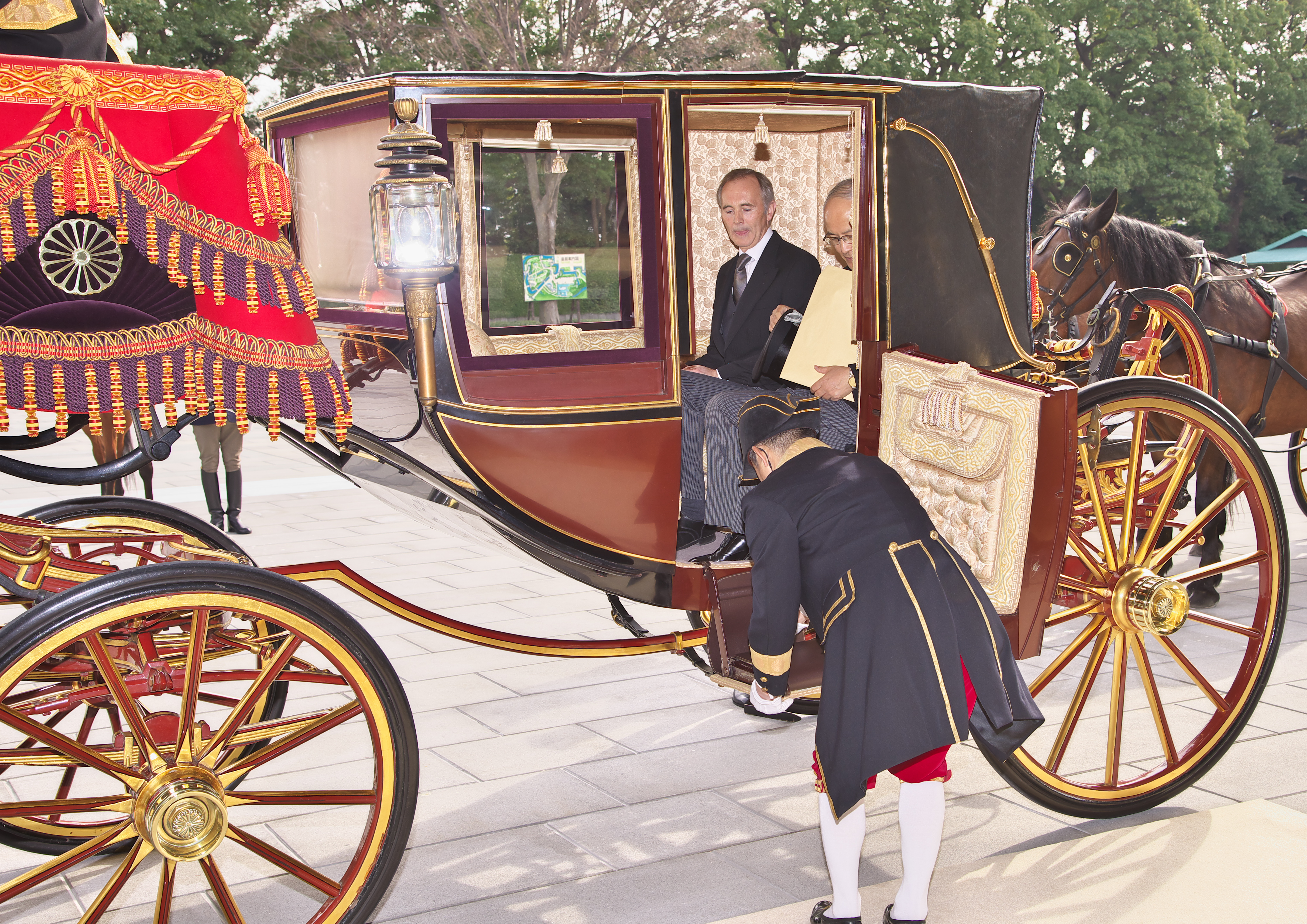
客車の扉を開け、車内の大使が降車できるようステップを準備する車従

- 儀装馬車（）

皇室で使用されている馬車の内、天皇や皇族が乗車するために装飾が凝らされた馬車。宮内庁が保有する乗用の馬車には、随行者用の比較的簡素な「普通車」（上述）もあり、儀装馬車（儀装車）とは区別される。
明治期に皇室の馬車が誕生して以来、総称としては「御料馬車」が用いられているが、戦後は御料馬車の通称としても「儀装馬車」が用いられている。
- 騎馭式（） / 座馭式（）

騎馭式は、御者（騎乗御者）が馬車を曳く輓馬（）に騎乗し馬を操作する方式の馬車のこと。この形式の馬車は馬車本体に御者台を持たない。御者は進行方向左側の馬にのみ騎乗する。
座馭式は、御者が馬車の御者台に座って手綱で輓馬を操作する方式の馬車のこと。現在、この形式の御料馬車の輓馬はいずれも2頭で、御者は2頭の手綱を握って馬を操作する。
- 片幌車（）

幌を片側（後ろ側）だけ外すことができる形式の馬車。
- 割幌馬車（）

幌を後ろ側に割れる（畳める）形式の馬車。儀装馬車の多くはこの形式。
- 車従（）
客車の扉を開け、車内の大使が降車できるようステップを準備する車従

乗降ドアの開閉を行う者のことで、宮内庁の職員が務める。儀装馬車では馬車の後部に直立して乗車し、普通車では御者とともに御者台に乗車する。
この役職は御料自動車にもあり、御料自動車では助手席に乗車する。
- 扈従（）

天皇や皇族に随行することを指して使われていた用語で、現在は「随従」と言う。随行する者は「随従員」と呼ばれる。
- 鹵簿（）

馬車の車列を指す用語で、近衛騎兵による儀仗警衛を伴った行列（車列）のことを特にそう呼ぶ。儀仗警衛を伴わない場合は、単に列、行列と呼んだ。
御料自動車の導入後も「自動車鹵簿」といった使われ方がされていた。現在は「鹵簿」という用語は用いられておらず、「馬車お列」、「お車列（）」といった呼び方に変わっている。

## 関連書籍
- 『御料車と華族の愛車』（霞会館・2018年刊）

かつての華族会館である霞会館による書籍。御料自動車の前史として、御料馬車について触れている。
- 『天皇陛下と皇族方と乗り物と』（著：工藤直通。講談社ビーシー・2019年刊） ISBN 978-4-06-514757-3

皇室の乗り物全般についての書籍。御料馬車について詳述されている。